# ロシア第一革命
ロシア第一革命（ロシアだいいちかくめい、露: Революция 1905 года в России, 英: 1905 Russian Revolution）とは、1905年1月の「血の日曜日事件」を発端にロシア帝国で起きた革命的社会動乱の総称。第1次革命（だいいちじかくめい）ともいう。この第一革命に対して，にロシア第二革命（第2次革命）は1917年に帝政ロシアを打倒した二月革命を指す。
特定の指導者がいた訳ではなく、原因や目的が入り組んだ複数の革命団体によって、反政府運動と暴動がロシア帝国全土に飛び火した。騒乱は全国ゼネスト、戦艦ポチョムキンの反乱などで最高潮に達したが、憲法制定や武力鎮圧で次第に沈静化し、ストルイピン首相の1907年6月6日のクーデターで終息した。
なお本記事中の日付は、特に「新暦」と断りのない限り、すべてロシア暦に拠るものである

## 背景

### 農奴解放とナロードニキ
ロシア帝国では騒乱が日常的なものになっていたとはいえ、1905年以前の数十年間は深刻な騒動はほとんどなかった。しかし、議論を呼んだ1861年のアレクサンドル2世の農奴解放以降、政治に対する不満は増大していった。農奴解放は、多年にわたる貴族への「賠償金」と、法律上わずかばかりしか認められない人民の自由により、危うく不完全なものであった。人民の権利は、依然として階級ごとに厳格に規定された義務と規則に縛られていた。
農奴解放はロシアが封建的専制政治から資本主義にゆっくりと移行する1860年代に、唯一始まった政治・法律・社会・経済の変動である。一連の改革は経済・社会・文化を構造的に解放したとはいえ、政治体制に変更は見られなかった。政治改革を試みることは、君主制と官僚制度によって厳しく阻害された。例えば40以下の自治体で行うと合意した開発さえ制限され、実施されたのは50年も経ってからであった。期待が膨らんでも実行段階で制約を受け、結局反乱に発展するような不満を生み出して行った。反乱に加わる人々には、「『土地と自由』の要求は革命でこそ実現する」という考えが生まれた。
専らインテリゲンツィアの活動から生まれた革命運動は、ナロードニキと呼ばれた。この運動は個別に行われたものではなかったが、各々の主張により様々な集団に分かれていった。初期の革命思想には、貴族のアレクサンドル・ゲルツェンによる農奴解放支援と、ゲルツェンのヨーロッパ社会主義、およびスラブ的農民共同体に起源がある。ゲルツェンは、ロシア社会は依然として産業化が未発達であると言い、革命が起きてもプロレタリアートがいないため、革命による変動の基本はナロード（訳注：人民）とオブスチナ（原注：農村共同体）であるとする思想に共鳴した。
他の思想家は、ロシアの農村は非常に保守的で、家族や村、共同体を大切にしていると反論した。思想家は、農民は自分達の土地のことしか考えず、民主主義や西洋の自由主義には深く反対していると考えたのだった。後にロシアの思想は、1917年の革命で使われる「革命の指導的階級」という概念に引き寄せられていった。

### 皇帝暗殺と弾圧
1881年3月1日にアレクサンドル2世が反体制テロ組織「土地と自由（Zemlya i volya）」の分派である「人民の意志（Narodnaya volya）」の放った爆裂弾で暗殺されると、極端な変革を望まないコンスタンチン・ポベドノスツェフから深く薫陶を受けた、大保守主義者のアレクサンドル3世が即位した。
アレクサンドル3世の下でロシアの政治警察部門（オフラーナまたは、オフラーンカ）は、国内の革命運動と初期の民主化運動の両方に抑圧を行った。オフランカは、投獄や追放によって革命集団を弾圧した。革命組織に属する者はしばしば抑圧を逃れて移住したが、その中でも西欧に移住したロシア人思想家は、初めてマルクス主義に触れることになった。最初のロシア人マルクス主義団体は1884年に結成されたが、1898年までは小規模な集団であった。
1880年代、工業化によって当時のロシアの低い技術水準に大きな近代化が進行した。1892年に大蔵大臣に就任し、絶え間ない財政赤字に直面したセルゲイ・ヴィッテは、経済を押し上げ外国の投資を呼び込むことで歳入増を図る。1897年にはルーブリを金本位制とした。この「ヴィッテ体制」による改革や、シベリア鉄道建設などで、1890年代にはさらに経済が急成長した。経済成長はモスクワ、サンクトペテルブルク、ウクライナ、バクーなどの数地区に集中しており、およそ3分の1は外国からの投資で、外国の投資は活気にあふれていた。
1894年にニコライ2世がツァーリに即位したが、先帝アレクサンドル3世同様、政治改革を一切認めることはなかった。農奴解放による深刻な不公平は再検証され、農民は国中のあらゆる農園を焼き討ちするようになっていた。1890年代の好景気は停滞期に入り、労働者は最悪の状況に不満を口にするようになった。1903年には、西部のロシア軍の3分の1が「鎮圧活動」に従事していた。

### 日露戦争敗戦による帝国の権威失墜
1904年に大日本帝国との間に起きた日露戦争は、開戦当初はロシア人民に広く支持されたものの、強力な日本軍を相手にした戦争は敗退を重ね、当初の戦争の目的である満洲および関東州における租借権や鉄道敷設権などの確保すらが不透明になりつつあという考えが人民に広まっていた。さらに1905年の日本海海戦でロシア艦隊が大敗するとアジアにおける南下政策は完全に破綻し、ロシアは対日講和に同意を余儀なくさせられることになる。
ドイツ帝国を脅威とみたロシアは1899年以来、二月詔書で「フィンランドのロシア化」を進めてきたが、日露戦争の最中の1904年6月16日、フィンランド民族主義者オイゲン・シャウマンがフィンランド総督ニコライ・ボブリコフを暗殺した。
また当時のロシア社会は、貴族の上級士官が庶民の兵士を支配するという構造的問題を抱えていた。上官と兵士ではなく、主人と奴隷のような関係の軍隊は、ときに対立や非効率を産んだ。兵士の中にも自由思想の芽が育ち始めた時期で、無能な高級士官への反発が戦う意義への疑問を産み、士気を削いでいた。結果、サボタージュが頻繁に見られた。

### 革命運動の再興

#### ロシア社会民主労働党
1905年までには、革命集団は1880年代の圧制の打撃から回復していた。1898年にマルクス主義のロシア社会民主労働党が結成され、これが1903年にメンシェヴィキとボリシェヴィキに分裂した。レーニンは本名のヴラディーミル・ウリャノフ名義で『何をなすべきか』を1902年に出版。

#### 社会革命党と社会革命党戦闘団によるテロリズム
社会革命党が1900年にハリコフで創設された。
1902年にはグリゴリー・ゲルシューニが社会革命党戦闘団を組織した。ユダヤ系のゲルシューニの両親はポグロムの犠牲者だった。社会革命党戦闘団は、1902年年4月、ドミトリー・シピャーギン内務大臣を暗殺し、1902年7月にハリコフ県知事イワン・オボレンスキー公の暗殺を計画したが、未遂に終わった。1903年5月のN・M・ボグダノヴィチウファ県知事の暗殺計画を立案し実行した。
1903年5月、ゲルシューニは、エヴノ・アゼフの密告で逮捕された。ゲルシューニは、同志であるアゼフがオフラナのスパイであることを知らなかった。その後、ボリス・サヴィンコフが社会革命党戦闘団を指揮する。ゲルシューニは死刑判決を受けるが、皇帝ニコライ2世の恩赦によって終身刑に減刑され、その後脱獄し、中国に亡命する。
シピャーギンの後任のヴャチェスラフ・プレーヴェは農民蜂起を弾圧し、1904年7月に社会革命党のエゴール・ソゾノフによって暗殺された。
こうした暗殺は、警察に更に強権を与えることになった。

## 血の日曜日事件と革命の始まり

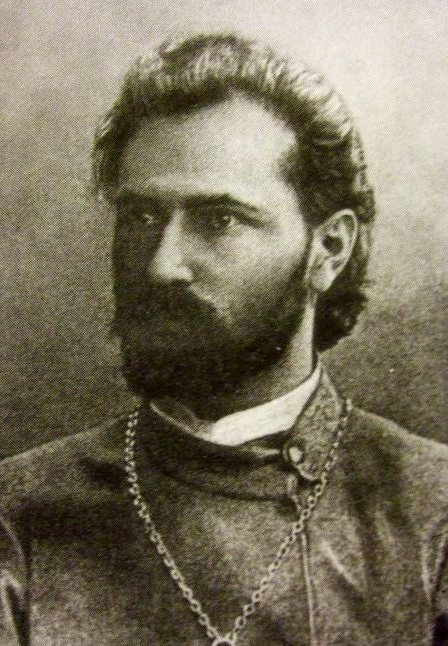
ゲオルギー・ガポン

ゲオルギー・ガポン神父が指導したゼネスト翌日の1905年1月9日（新暦1月22日）、サンクトペテルブルクでは参加者11万人の大規模なデモ行進が行われた。この日ニコライ2世はサンクトペテルブルクを離れていたが、その与り知らぬ所で冬宮には軍隊が配置され、兵士が各方面で非武装のデモ隊に発砲した。死者の数についてはさまざまな推計があるが、一般には1,000人前後が死傷したと見られている。これが悪名たかい「血の日曜日事件」である。
この事件はロシアの多くの団体が抵抗運動を始めるきっかけとなったが、それぞれの団体ごとに異なった目的があり、同一の階級間でさえ統一された方向性はなかった。主な活動団体とその目的は、農民（経済問題）、労働者（経済問題と反工業化）、インテリゲンツィアと自由主義者（民権）、軍隊（差別と経済問題）、小規模な全国組織（政治問題と文化活動における自由）であった。

### 日露戦争での敗戦
1905年5月28日の日本海海戦でバルチック艦隊が日本軍に大敗した。日露戦争でのロシアの敗北は、ロシア国民を憤慨させ、軍隊は革命運動家の扇動のターゲットになっていった。
こうしたなかで、社会革命党が確立した。

## 騒乱事件

### 農村の騒乱
農民の経済はすさまじい状態だったが、統一した指導者もなく、各運動体はそれぞれの目標に向かっていた。騒乱は年間を通じて拡大し、初夏と秋に隆盛になり、11月に頂点に達した。小作人は小作料の低減を求め、作男は賃上げを、土地管理人は所有地拡大を求めた。土地の強奪（時に暴力や焼き打ちを伴う）や略奪、森林での違法な狩猟と伐採などが行われた。サマーラでは農民が自分たちの共和国を作り、政府軍に鎮圧されるまで違法な伐採と分配を行っていた。行動に現れる憎悪の程度は農民の状態と直接的に関連があり、グロドノとカウナス、ミンスク近郊といった幾分状況に恵まれた地域ではほとんど破壊活動がなかった一方、リヴォニヤとクールラントの無産大衆は襲撃と焼き打ちを行った。全体として、軍隊の投入が必要となった騒乱が3,228件、地主は総計2,900万ルーブリの損害を被った。
ロシアの急進的な政党はこうした農村の騒乱に急速に浸透して行った。5月の全露農民連合に繋がる、農民の活動を組織・調整する協議会結成の動きが起こっていた。この協議会は地域代表からなり、社会革命党と緊密な関係があったが、現実的で首尾一貫した要求を打ち出せなかった。
農村の騒乱事件は翌年に再発し、1908年になってやっと終息した。政府が農民側に譲歩したことによって、農民による土地の再分配を政府が支持したと捉えられ、土地管理人や「農民でない」地主を追い出す襲撃が起きた。農民は全国的な土地再分配がすぐにでも行われると考え、既定のことのように捉えた。

### ストライキ
労働者が抵抗運動に参加する主な手段はストライキだった。「血の日曜日事件」が起きると、すぐにサンクトペテルブルクで大規模なストライキが起き、1月末までに40万人を越える労働者がこれに参加した。この動きはすぐに隣国のポーランド・フィンランド・バルト三国の工業地帯に波及した。ラトビアの首都リガでは1月13日にデモ参加者80人が殺され、数日後ワルシャワでは100人を越えるスト参加者が路上で射殺された。
ストライキの波は翌2月までにコーカサス地方に、4月までにはウラル地方以遠にまで広がった。また3月には学生までもがストライキに共鳴した活動を見せるようになったため、高等教育機関は全て年内に強制的に閉鎖されることになった。
10月8日の鉄道労働者のストライキは瞬く間にサンクトペテルブルクとモスクワのゼネストに発展した。200を超える工場でストライキを組織する労働者協議会のサンクトペテルブルクソビエトが短期間結成されたが、その参加者の大半はメンシェヴィキだった。10月13日までに200万人を超える労働者がこのゼネストに参加した。

### 暗殺
警察の統計によると、1901年から1911年にかけて革命運動によって殺された約1万7,000人。のうち、1905年から1907年の2年間で殺害された者は約9,000人。1905年2月から翌年5月にかけて殺害された者には以下が含まれる。
- 総督、知事、市長　8人
- 副知事とグベルニヤ（訳注：当時の行政区分のひとつ）議員　5人
- 警察本部長官　21人
- 国家憲兵将校　8人
- 将軍　4人
- 将校　7人
- 様々な階級の警察官　846人
- 秘密警察（オフランカ）警察官　18人
- 神父　12人
- 公務員　85人
- 地主　51人
- 工場所有者　54人
- 銀行家と資産のある商人　29人

社会民主労働党、社会革命党、アナーキストの武装集団と「一匹狼のテロリスト」による暗殺が横行した。社会革命党の「戦闘組織」（Boevaia Organizatsiia）により、1905年以降有名な政治家が多く暗殺され、この中にはドミトリー・シピャーギン内務大臣と後任のヴャチェスラフ・プレーヴェ内務大臣がいる。

## 武装蜂起

### レーニンによる武装蜂起指示
血の日曜日事件の際、レーニンはスイスにいた。事件のニュースを聞いたレーニンは、翌朝、ジュネーブ中央図書館にいって、パリ・コミューンのゲリラ戦と軍事戦術資料を読み、ロシアの同志に対して、銃、爆弾、ナイフ、ダイナマイト、ロープと縄ばしご、有刺鉄線、鋲などで武装した革命軍の編成を要求した。それは安楽椅子に座った自称将軍による、読んだばかりの本からの寄せ集めで、奇襲部隊員でなくジャーナリストが書いたような、非現実的なアドバイスだった。全部隊に爆弾の調合方法を教え、軍事訓練を開始し、直ちにスパイを殺し、警察を爆破し、銀行を襲撃せよと書き送った。レーニンは、生涯、戦闘に従事したことがなかったが、さも軍事専門家であるような身の毛がよだつような書き方をした。
モスクワでの戦闘では多数の市民が殺害された。レーニンは、ジュネーブの安全地帯から体制への暴力を呼びかけた。プレハーノフが「人民は武器をとるべきではなかった」とのべると、レーニンは「それは間違いだ！人民はもっと断固として攻撃的であるべきだ！武装蜂起の準備ができていない者は、裏切り者、臆病者であり、容赦無く革命の隊列からたたきだすべきだ。抑圧された階級の一員でありながら武器を手にしない者は奴隷として扱われるべきだ！」と反論した。レーニンは、革命を盛り上げるためには、支持者のなかから犠牲者が出ることを期待していた。
当時、ボリシェヴィキは問題にならならいほど少数で、1904年12月のリトヴィノフの報告でも、ロシア国内でボリシェヴィキはほとんど誰からも支持されていないと述べており、1905年の革命時にも、ロシア国内のボリシェヴィキは215人で、うち109人は学生だった。しかしレーニンは爆弾を作り、あらゆる場所に戦闘隊を作るよう指示した。武装蜂起しても勝利のチャンスはないという党員に対してレーニンは我々は現実主義者であり、勝利しなければならないと考えるべきではない、重要なのは勝つことでなく、体制を震え上がらせ、大衆を味方につけることだ。肝心なのは蜂起だ。勝てないから反乱すべきじゃないというのは臆病者だと答えた。
1905年遅く、モスクワの労働者がストライキをおこすと、兵士が包囲し、急進派をはじめ数百人の死者がでた。レーニンは死者を悼むことをせず、革命運動での敗北が敵への憎しみを植え付けることが重要なのだと論じた。

### 1905年のクロンシュタットの反乱

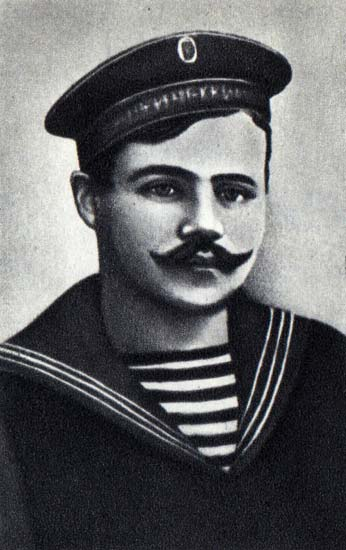
グリゴリー・ヴァクレンチュク

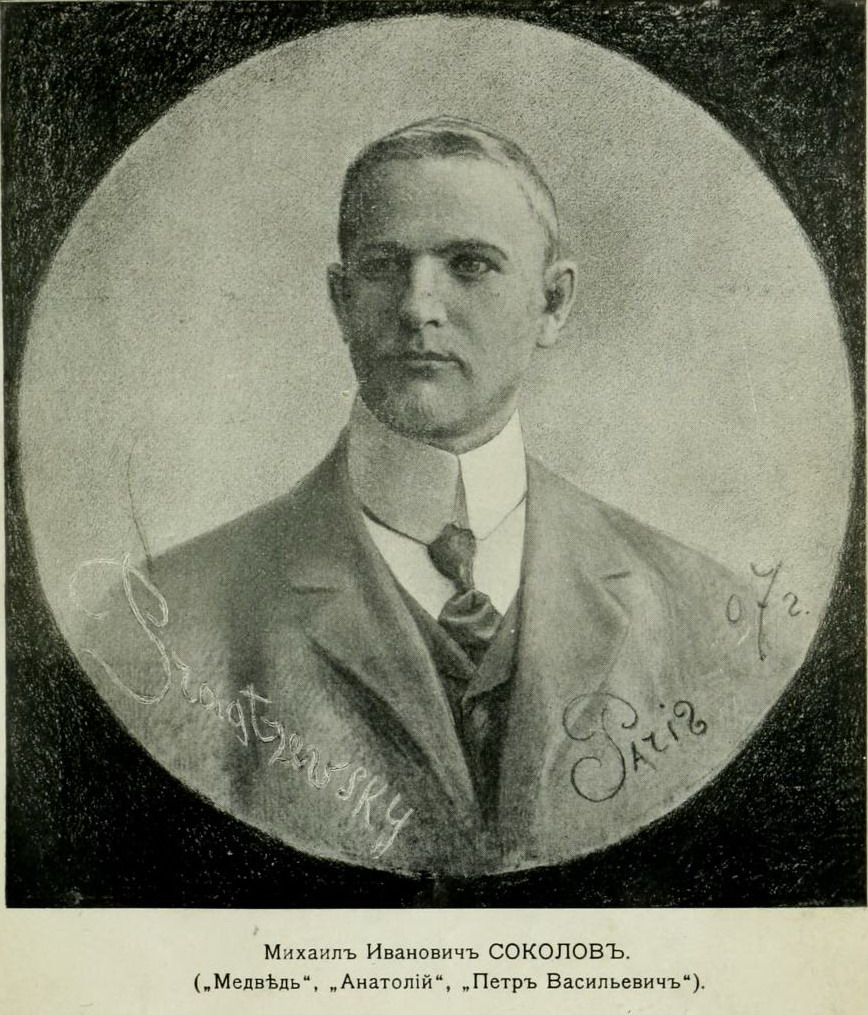
ミハイル・ソコロフ

1905年6月には、1905年のクロンシュタットの反乱が発生。クロンシュタットの水兵が反乱し、16人の水兵と民間人1人が死亡した。

### 戦艦ポチョムキンの反乱
1905年6月14日、ボリシェヴィキの水兵グリゴリー・ヴァクレンチュクによって戦艦ポチョムキンの反乱が起きる。6月22日に正規軍によって鎮圧された。

### セヴァストポリ蜂起
1905年10-11月には、ポチョムキンの反乱に続く黒海艦隊のピョートル・シュミットと兵士ソビエトが反乱するセヴァストポリ蜂起が発生。

## 議会設立の動き

### ブルイギン宣言
政府の反応は非常に早かった。ニコライ2世は大きな変革は拒否する考えで、1月18日に内務大臣スヴャトポルク＝ミルスキーを解任し、後任にブルイギンを任命した。それでも叔父でモスクワ総督のセルゲイ大公が2月4日に暗殺されると、さすがのニコライ2世も多少の譲歩に応じ、2月18日にブルイギン宣言を発した。この宣言はツァーリを輔弼する議会の創設、信教の自由、ポーランド人によるポーランド語の使用、農民の弁済額の減額を認めるものだった。しかしこれら譲歩をしても秩序は回復できなかったため、2月6日、ツァーリの諮問に応じるドゥーマの創設に応じたが、ドゥーマの権限が余りに小さいことと、選挙権に制限が加えられていることが明らかになると、騒乱は更に激化し、10月にはゼネストにまで発展した。

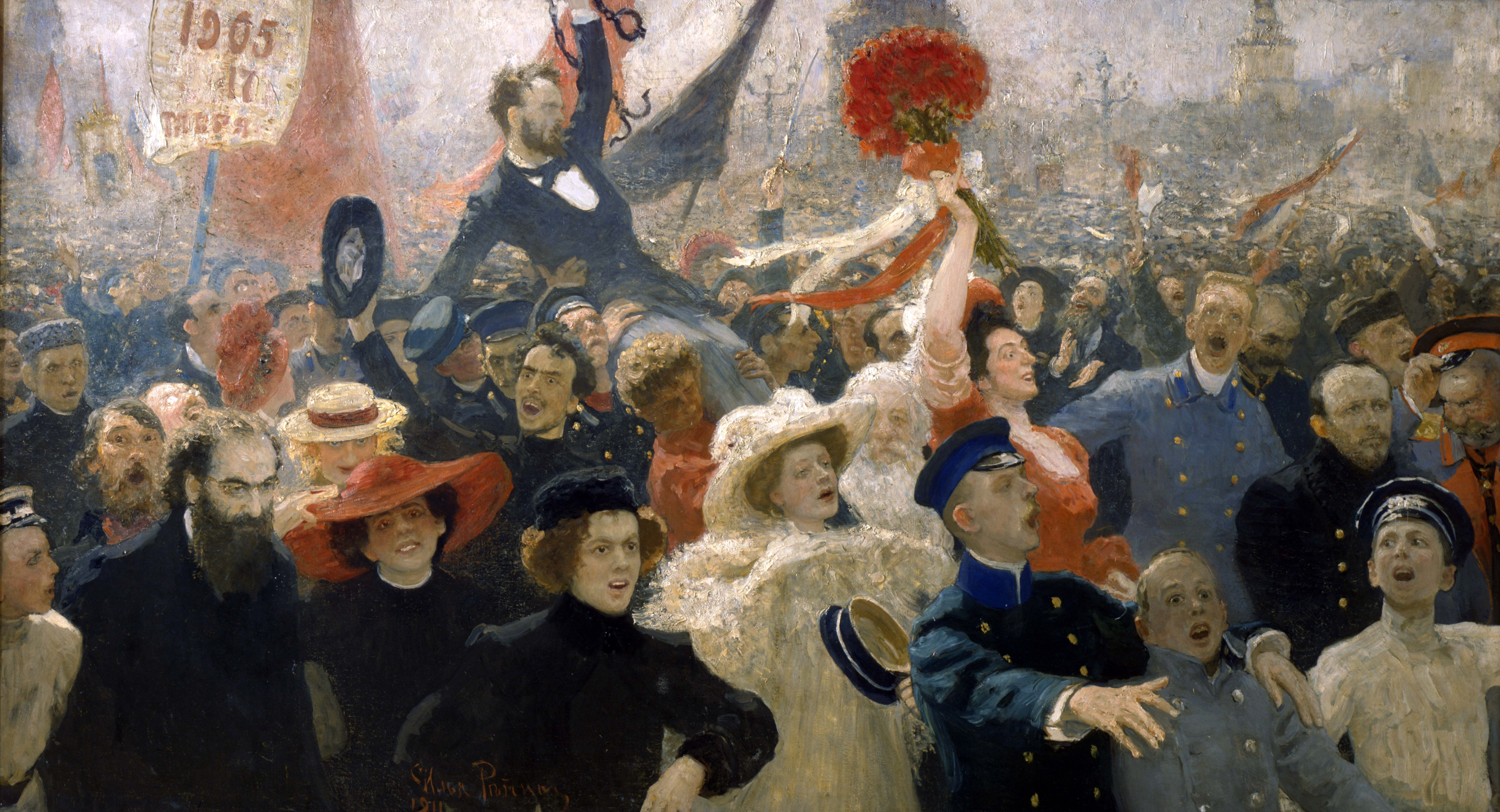
「1905年10月17日のデモ」
イリヤ・レーピン画

### 十月詔書
10月14日にはヴィッテとアレクセイ・オボレンスキーが十月詔書 (十月宣言)を記してニコライ2世に提出した。宣言は9月のゼムストヴォが要求した基本的な民権の承認、政党結成の許可、普通選挙に向けた選挙権の拡大などに沿った内容だった。ニコライ2世は3日間かけて議論したが、虐殺を避けたい自身の意志と、他の手段を講じるには軍隊が力不足という状況から、遂に10月17日に宣言に署名した。ニコライ2世はこれを悔しがり、「今度の背信行為は恥ずかしくて病気になりそうだ」と言った。
宣言が発布されると、あらゆる主要都市で宣言を支持する自発的なデモが起こった。サンクトペテルブルクなどのストライキは、正式に終了するか急速に消滅した。恩赦も行われた。
しかし譲歩は騒乱に対する残忍な反動を伴っていた。公然と反ユダヤ攻撃を行う保守層の逆襲もあり、オデッサでは一日で約500人が殺された。ニコライ2世は革命運動に参加した90％はユダヤ人だと言った。

### 選挙法
25歳以上の市民を4階層に分けて選挙権を認める選挙法が1905年12月に公布された。ドゥーマの最初の選挙は翌年3月に実施され、社会主義者とエス・エルとボリシェヴィキは棄権した。第一ドゥーマの議席配分は、カデットが170、トルドヴィキが90、無所属の農民代表が100、様々な傾向を持つ民族主義者が63、オクテャブリストゥイが16となった。
1906年4月、政府は新しい秩序に制限を加える基本法を公布した。ツァーリは専制君主として行政、外交、教会、軍事を完全に支配するものと確認され、ドゥーマはツァーリが任命する評議会より下位の会議とされた。ドゥーマは法案を承認しなければならず、ツァーリと評議会が法であり、「例外として」政府はドゥーマで審議させることができた。
同月、ロシア財政の建て直しのために約9億ルーブリの借り入れ交渉を終えると、セルゲイ・ヴィッテは辞任した。ニコライ2世はヴィッテに「不信感」を抱いたようである。後年「ロシア帝国末期の最も傑出した政治家」として知られるヴィッテの後任となったのは、皇帝の腰巾着といわれたイワン・ゴレムイキンである。

### ドゥーマ解散
自由化への要求がさらに高まり、1906年7月、活動家に向けた綱領により第一ドゥーマはニコライ2世の命令で解散した。カデットが望み、政府が恐れたほどには、民衆からの広汎な反応はなかった。
しかしピョートル・ストルイピン暗殺未遂でテロリストに対する公開裁判が始まり、8か月以上に亘って1,000人を超える人々が絞首刑となった（絞首台はストルイピンのネクタイとあだ名された）。

## モスクワ蜂起

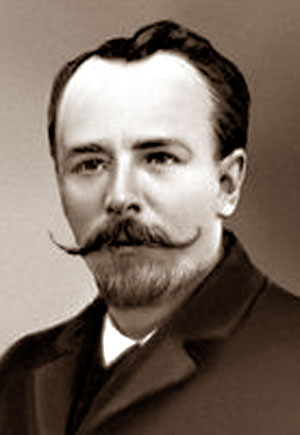
アレクセイ・ウフトムスキー (革命家)

最後の暴動はモスクワで勃発した。12月5日から7日まで、労働者たちはゼネストを強行した。
1905年12月7日〜18日の1905年のモスクワ蜂起でモスクワの武装労働者が反乱、第一革命のクライマックスとなった。
政府は7日に派兵し、市街戦が始まった。1週間後、セミョーノフスキー連隊が展開し、デモを粉砕するために大砲を使用し、労働者が占拠する区域を砲撃した。12月18日には約1,000人が死亡した。モスクワ蜂起では、数千人の労働者が参加したが、鎮圧された。
鉄道労働者のストライキ委員長、カザン鉄道の戦闘部隊長だったウフトムスキー、アレクセイ・ウラジミロヴィチは、モスクワ蜂起で逮捕され、銃殺された。

## 犠牲
革命運動側は15,000人が殺され、負傷者2万人、38,000人が捕らえられた。革命家によって17,000人の民間人が殺された。
政府側の職員は3611人の死傷者が出た。

## 波及
革命にあたって結成された政党に、リベラルな知識人政党である立憲民主党（カデット）、農民を指導者とする労働団（トルドヴィキ）、自由主義には消極的な10月17日同盟（オクテャブリストゥイ）、改革に好意的な地主連合があった。
本質においてロシアは変わらず、権力はツァーリが握り続け、富と土地は貴族が所有し続けた。ドゥーマの創設と弾圧は革命団体を崩壊させることに成功した。指導者は収監されるか亡命し、組織は混乱し、迷走した。これにより起きた分裂は、第一次世界大戦に触発されるまで、個人による過激派活動として続いた。

## その後のテロリズム

### アプテカルスキー島爆破テロ事件
社会革命党員でモスクワ蜂起でプレスニャ戦闘委員会の指導者の一人でもあったミハイル・ソコロフは、1906年8月12日にストルイピン首相を暗殺しようとしてアプテカルスキー島爆破テロ事件を起こし、30人が死亡し、70人が負傷した。その後逮捕され、処刑された。

### サンクトペテルブルク市長暗殺

ボリス・ニキテンコ(社会革命党戦闘団)

社会革命党戦闘団のエフゲニー・クドリアヴツェフが、1906年12月21日(ユリウス暦1907年1月3日)、農民反乱を鎮圧してきたサンクトペテルブルク市長ウラジーミル・ラウニッツを暗殺した。
1907年2月8日、実行犯のL. I. ジルベルベルクとヴァシリー・スリャティツキーが逮捕され、死刑判決を受けた。
これ以降、社会革命党戦闘団の指揮権はボリス・ニキテンコに移った。ニキテンコは、1907年春、ニコライ・ニコラエヴィチ大公、P. A. ストルイピン首相、そしてニコライ2世皇帝の暗殺を計画したが失敗し、逮捕後、処刑された。

## ポーランド革命

### ウッチ蜂起
1905年6月21-25日には、ポーランドのウッチにおける労働者蜂起(ウッチ蜂起)が起き、約100人の死者が出た。これはポーランド王国革命（1905年-1907年）の一部である。

## フィンランド
ロシア帝国領フィンランド大公国では、1904年6月17日に総督のニコライ・ボブリコフが暗殺されると民族主義が高まり、帝政への反発が広がっていた。1905年のフィンランドゼネストにより4階級の議会が廃止されることになり、近代的なフィンランド議会が創設され、1899年に始まったロシア化政策が一時停止されることになった。

### フィンランドのスヴェアボリの反乱
1906年7月30日には、ヘルシンキ近くのスヴェアボリ要塞でスヴェアボリの反乱が起きた。

## ラトビア

### トゥクムス蜂起
1905年12月13-16日には、ラトビアのトゥクムスでトゥクムス蜂起が起き、トゥクムス共和国が宣言されたが3日後に鎮圧された。

## 関連人物

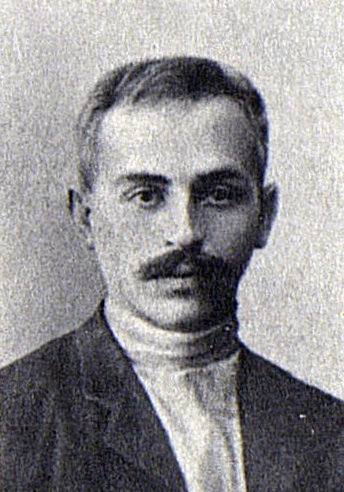
ジノヴィイ・リトヴィン・セドイ（ロシア語版）(ボリシェヴィキ)
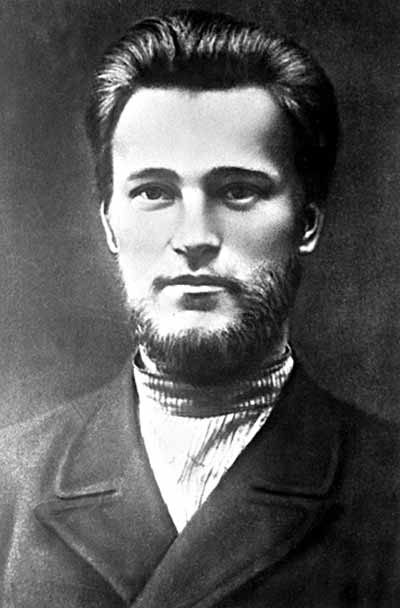
ニコライ・バウマン（英語版）
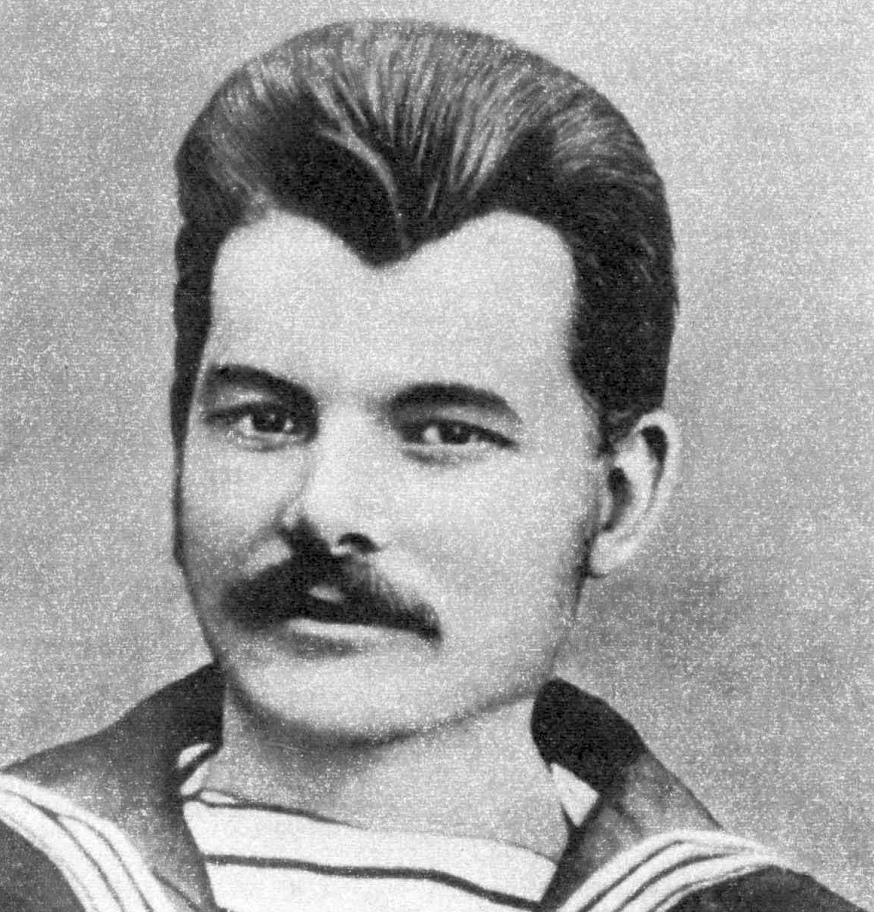
アレクサンドル・ザウロシュノフ（ロシア語版）
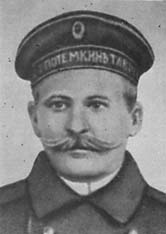
アドルフ・ヴォイツェホフスキー（ロシア語版）
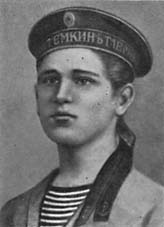
アレクセイ・ツァーレフ（ロシア語版）
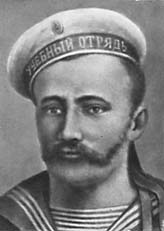
イラリオン・システィニシャーニィ（ロシア語版）
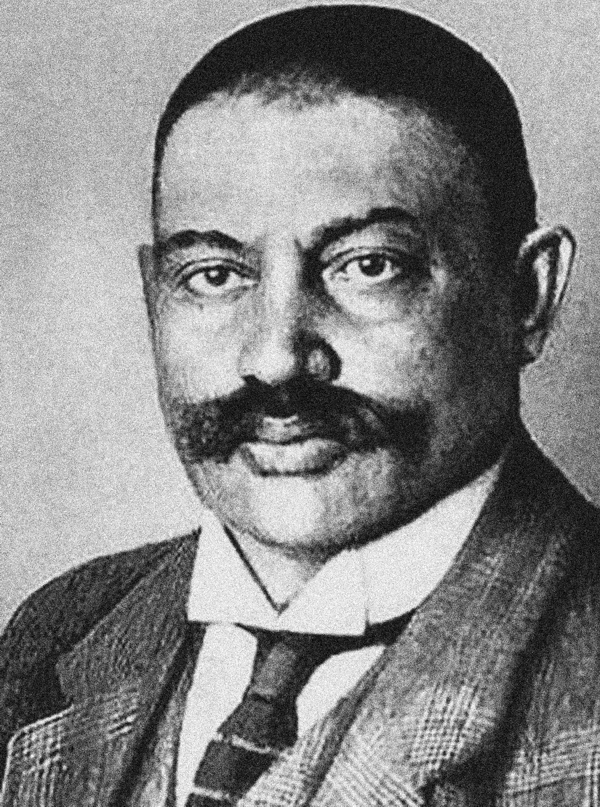
エヴノ・アゼフ
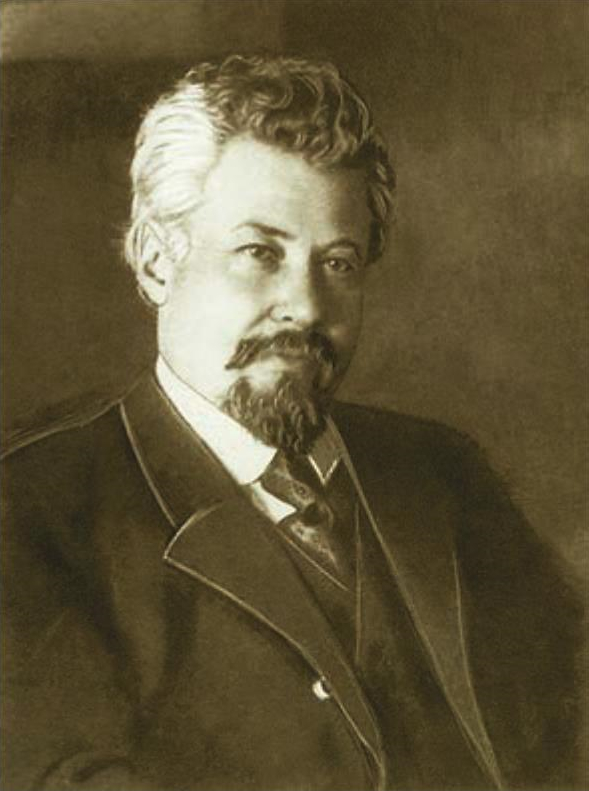
ヴィクトル・チェルノフ
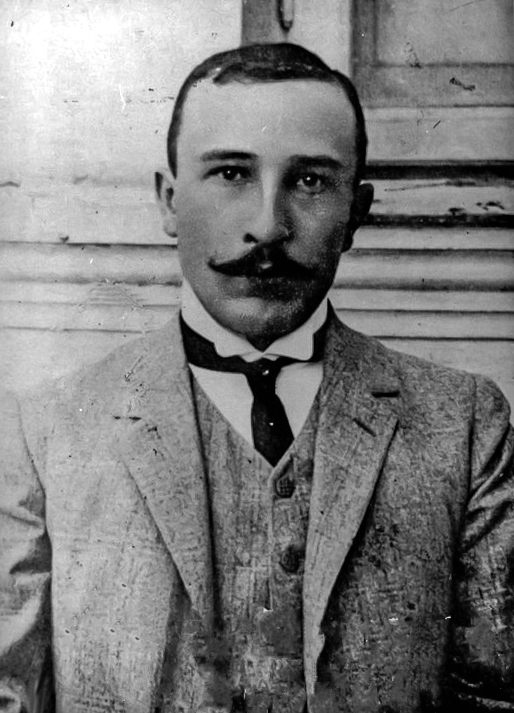
ボリス・サヴィンコフ
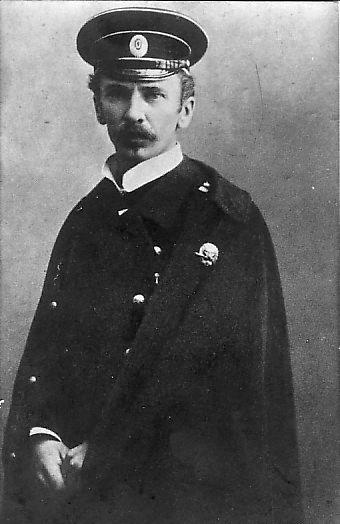
ピョートル・シュミット（英語版）
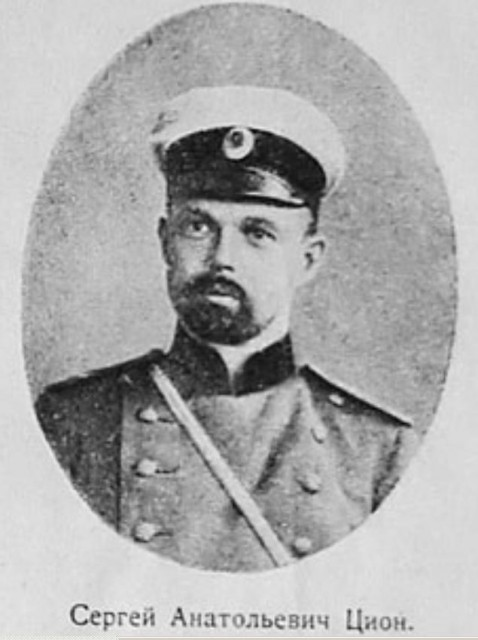
セルゲイ・シオン（英語版）
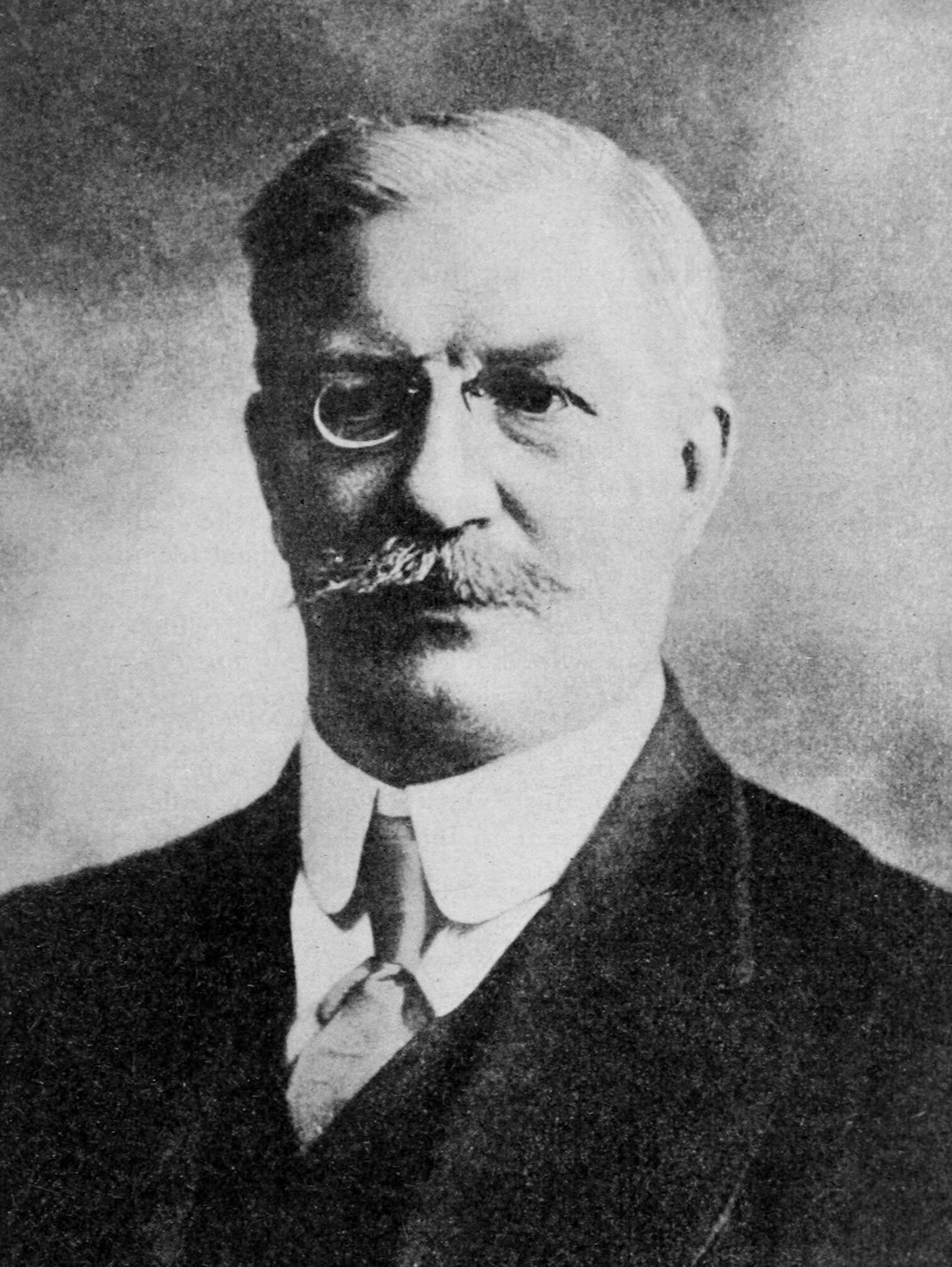
パーヴェル・ミリュコーフ
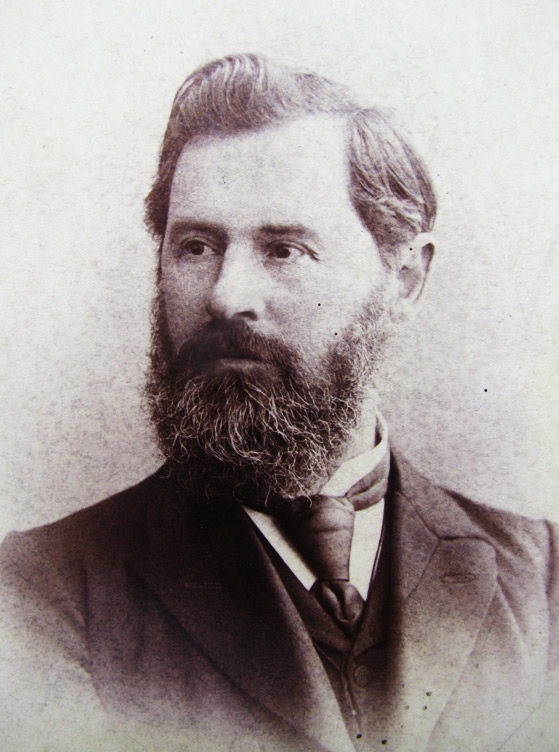
パーヴェル・アクセリロード
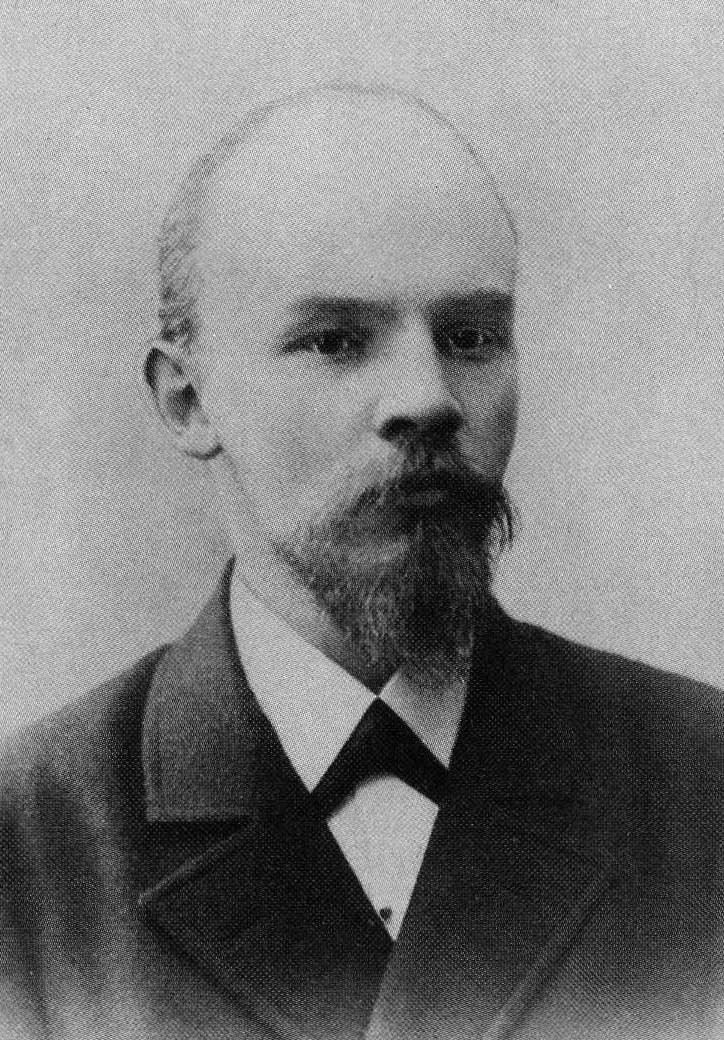
ウラジーミル・レーニン
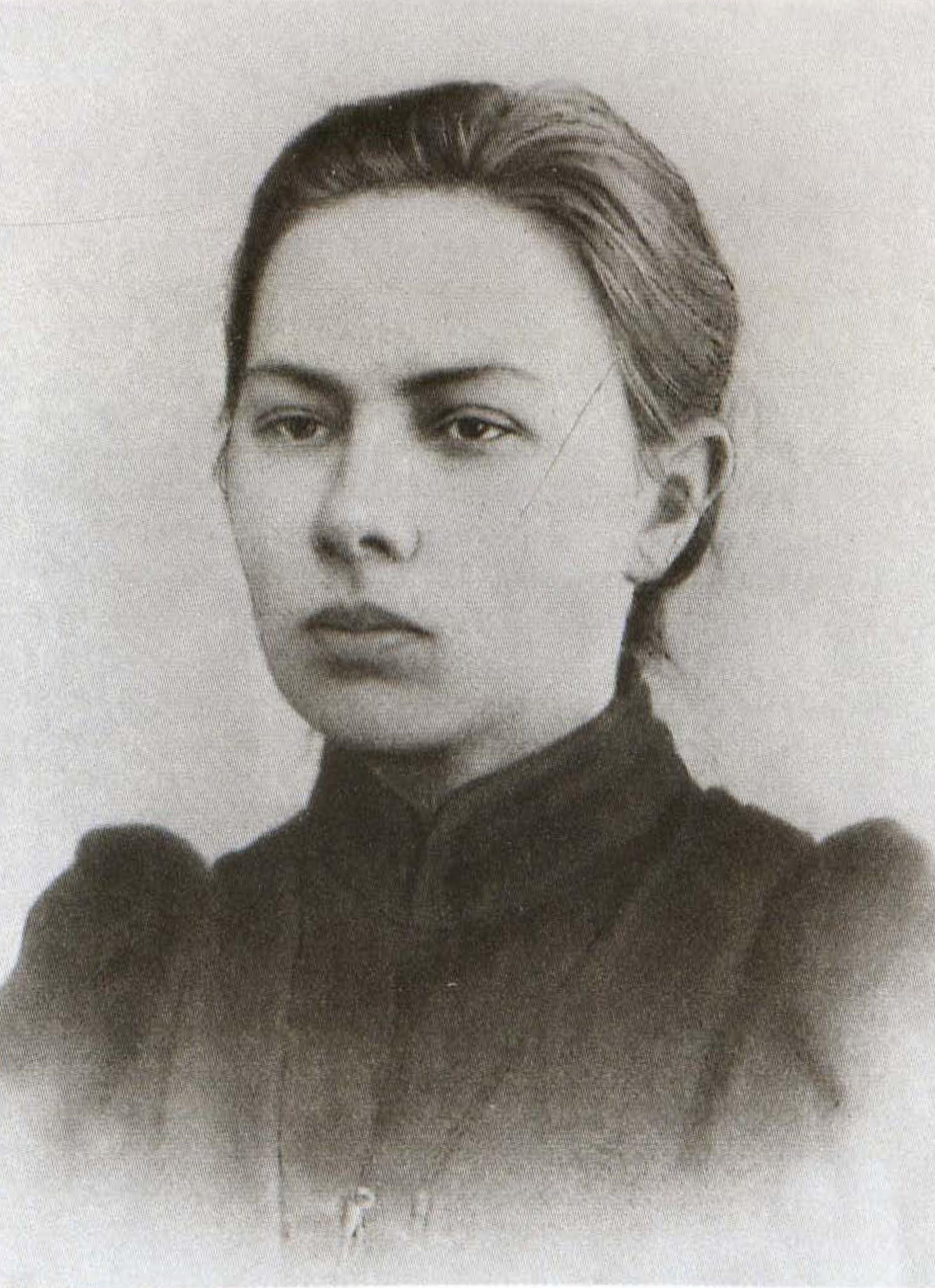
ナデジダ・クルプスカヤ
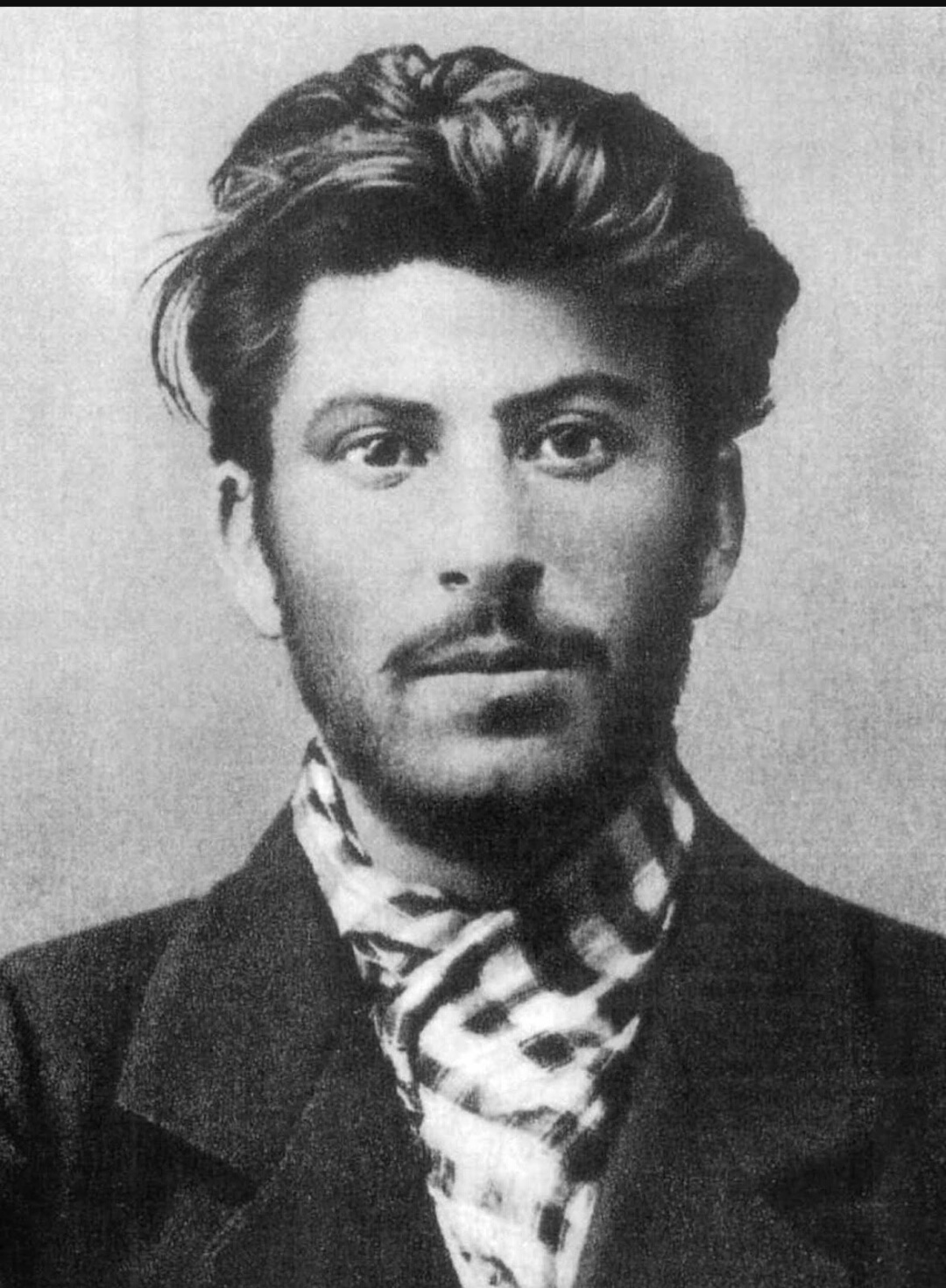
ヨシフ・スターリン
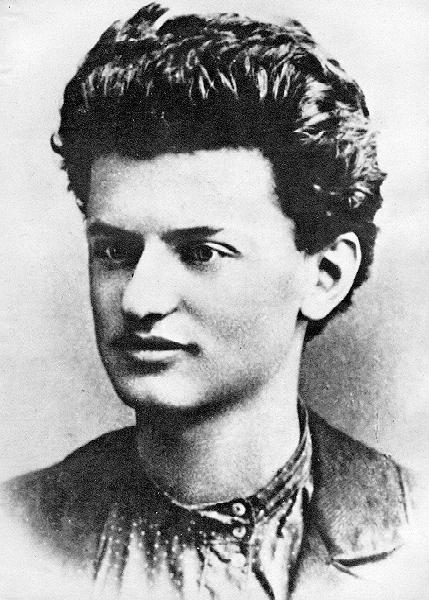
レフ・トロツキー
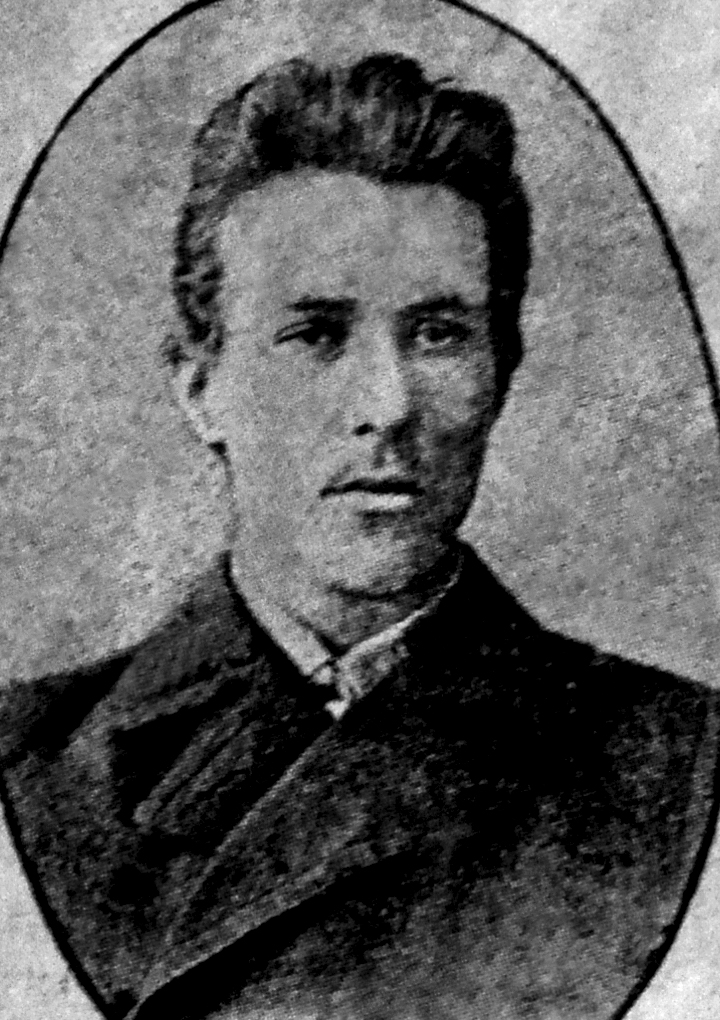
アレクセイ・ルイコフ
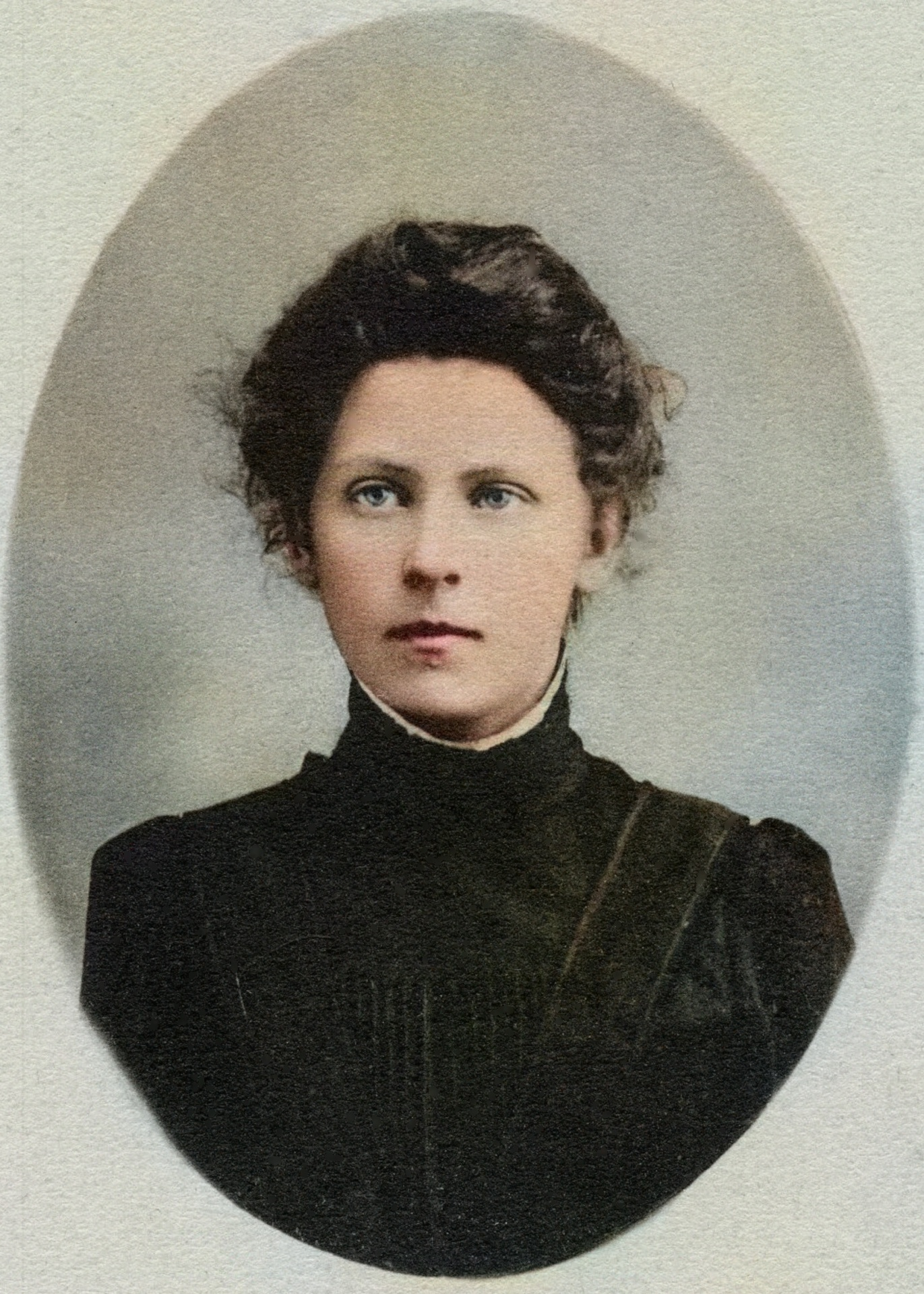
マリア・スピリドーノワ
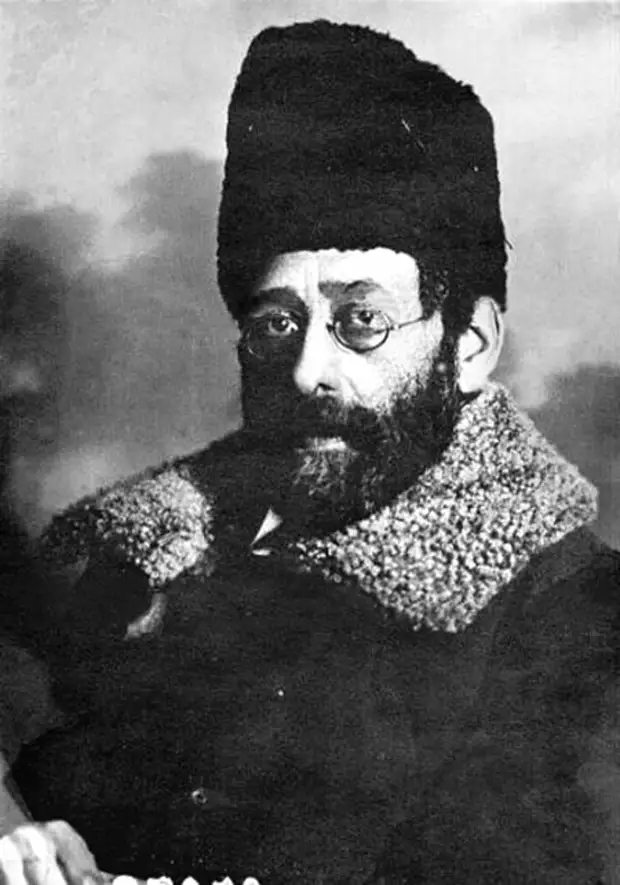
ユーリー・マルトフ
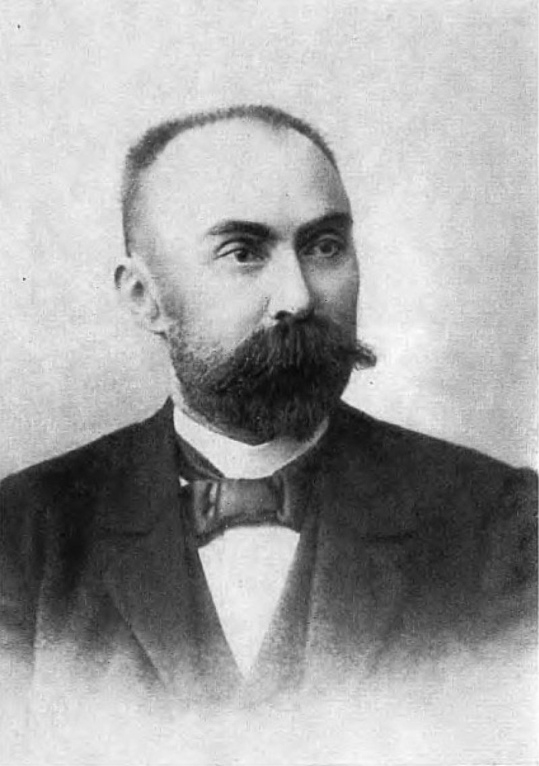
ゲオルギー・プレハーノフ
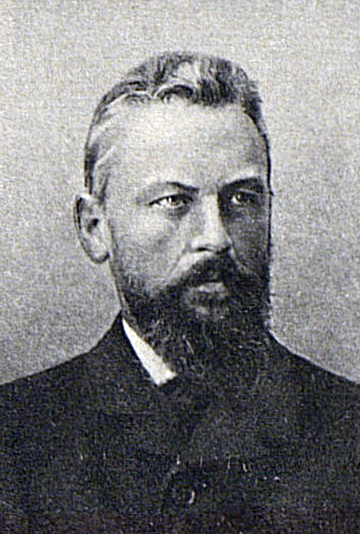
ミハイル・オリミンスキー（英語版）
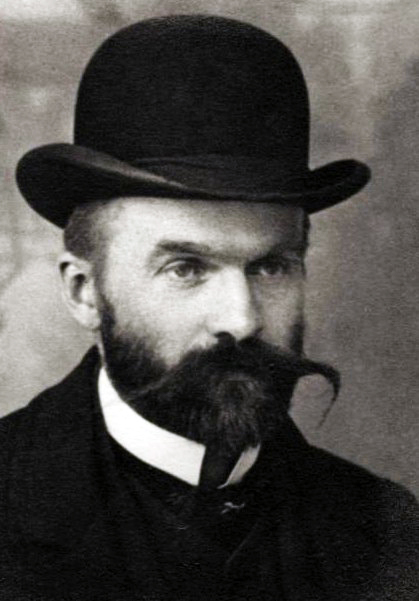
ユゼフ・ピウスツキ
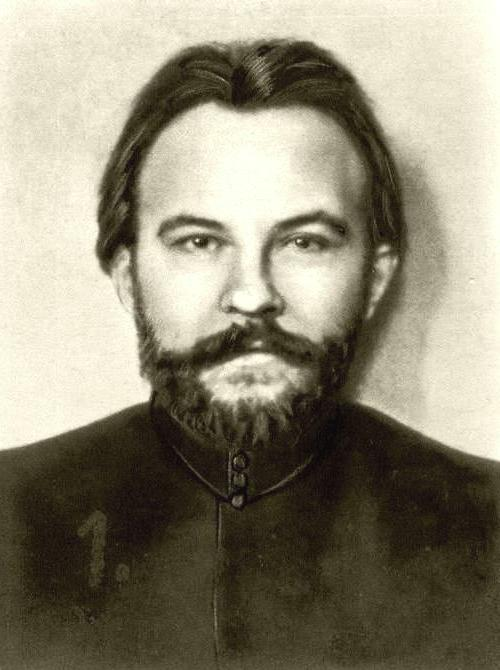
ゲオルギー・ノサール＝フルスタレフ（ロシア語版）
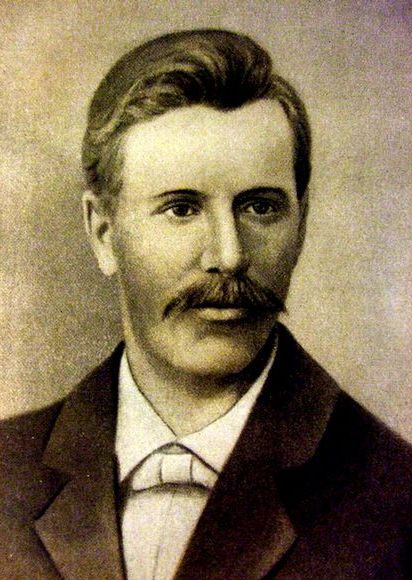
イワン・バーブシュキン（英語版）
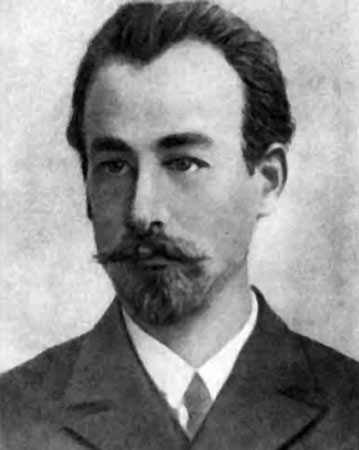
ヴィクトル・クルナトフスキー（英語版）
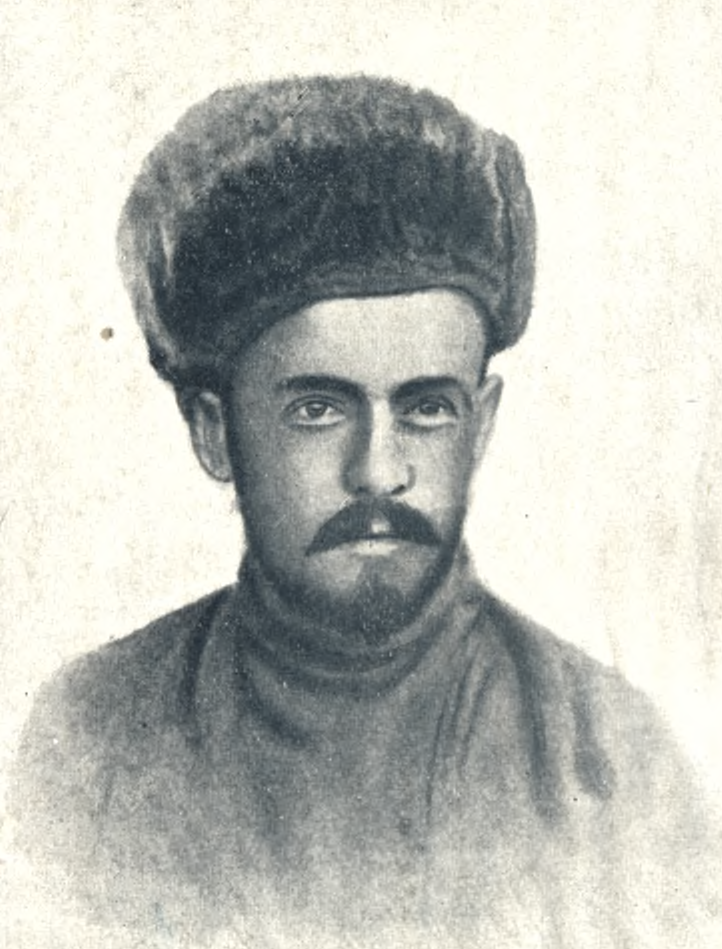
アントン・コジオスコ＝ヴァリュザニッチ（ロシア語版）
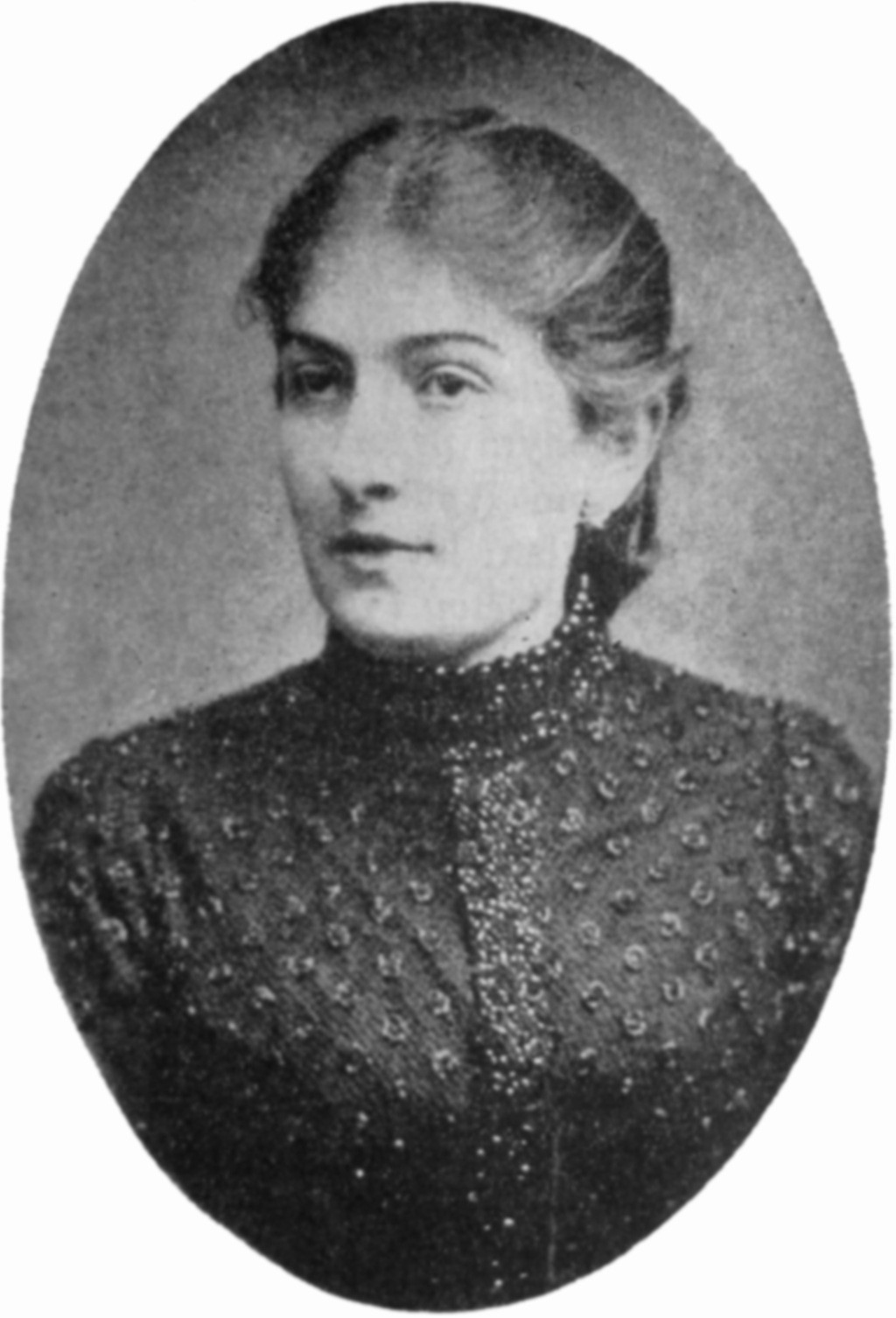
ステファニア・センポロウスカ（英語版）
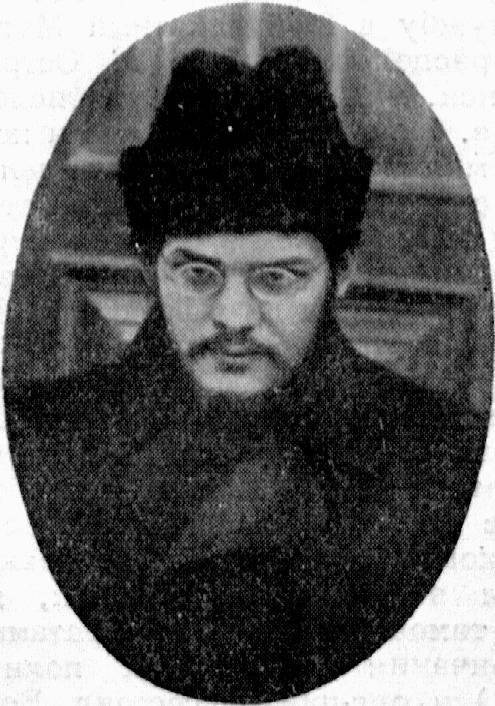
イワン・ヴォロニツィン（ロシア語版）
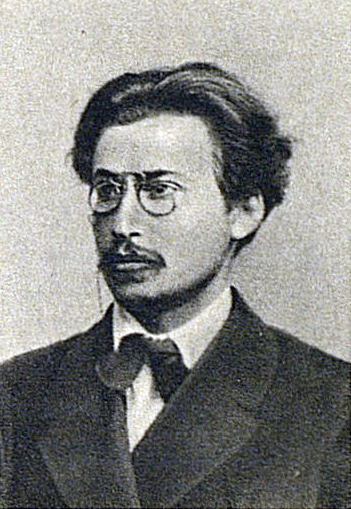
エメリヤン・ヤロスラフスキー（英語版）
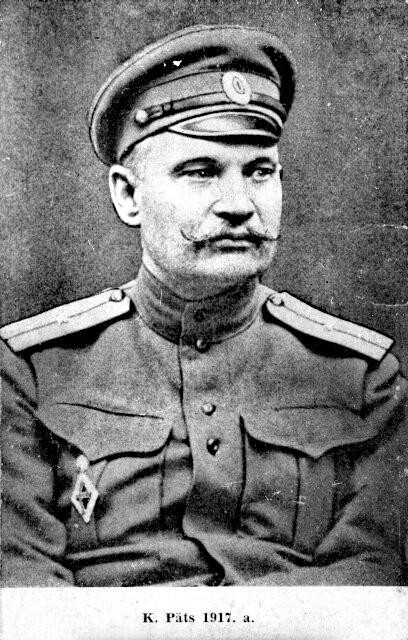
コンスタンティン・パッツ
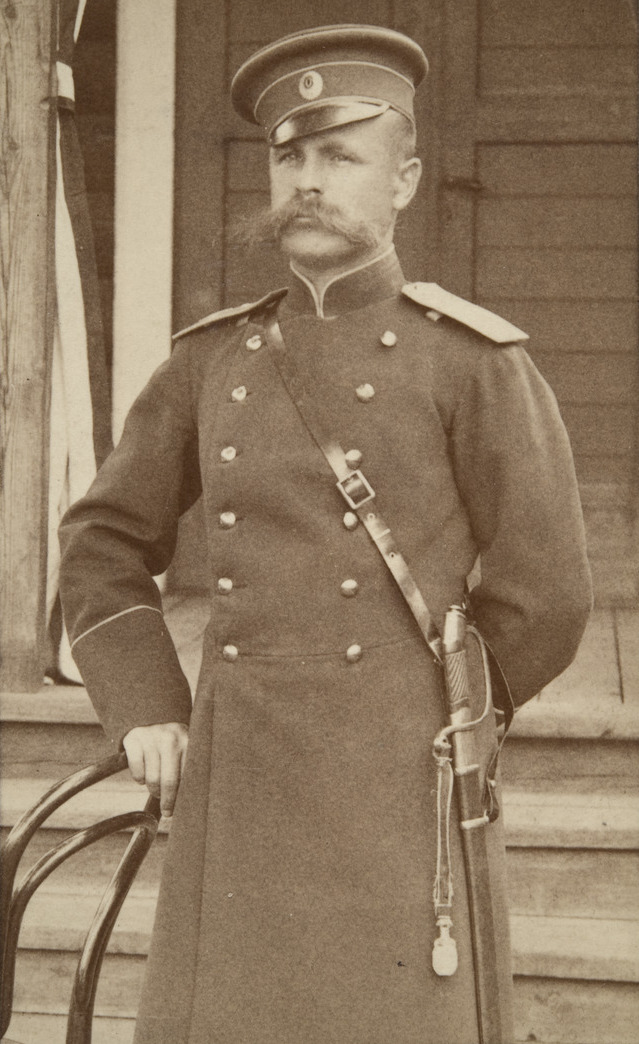
ヨハン・コック（英語版）
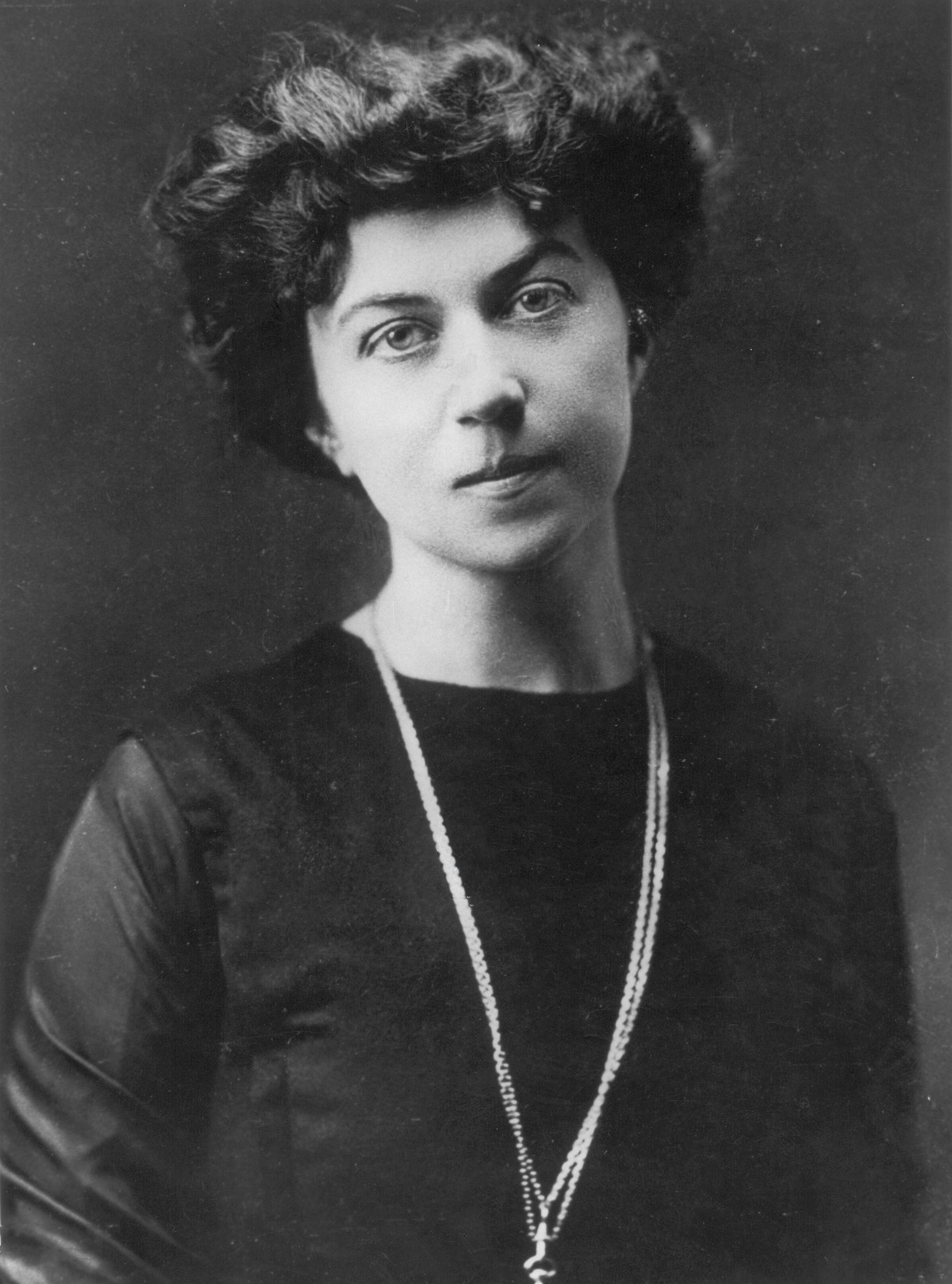
アレクサンドラ・コロンタイ
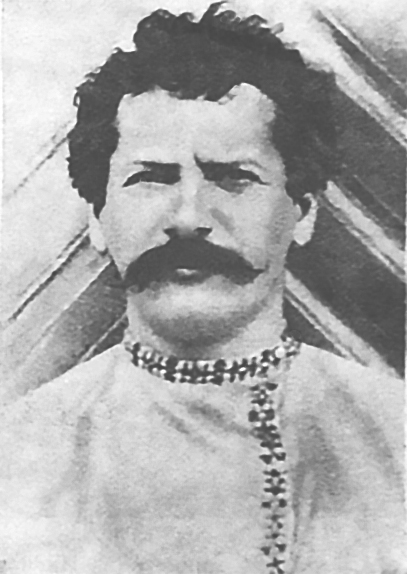
マクシム・リトヴィノフ
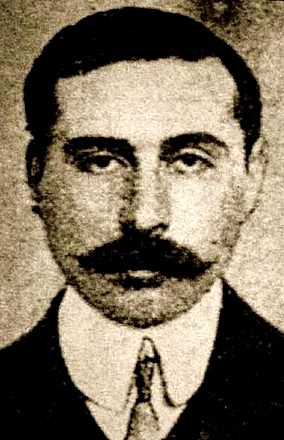
レフ・ジルベルグ（ロシア語版）
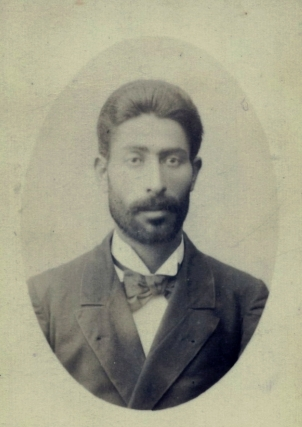
メシャジ・アジズベコフ
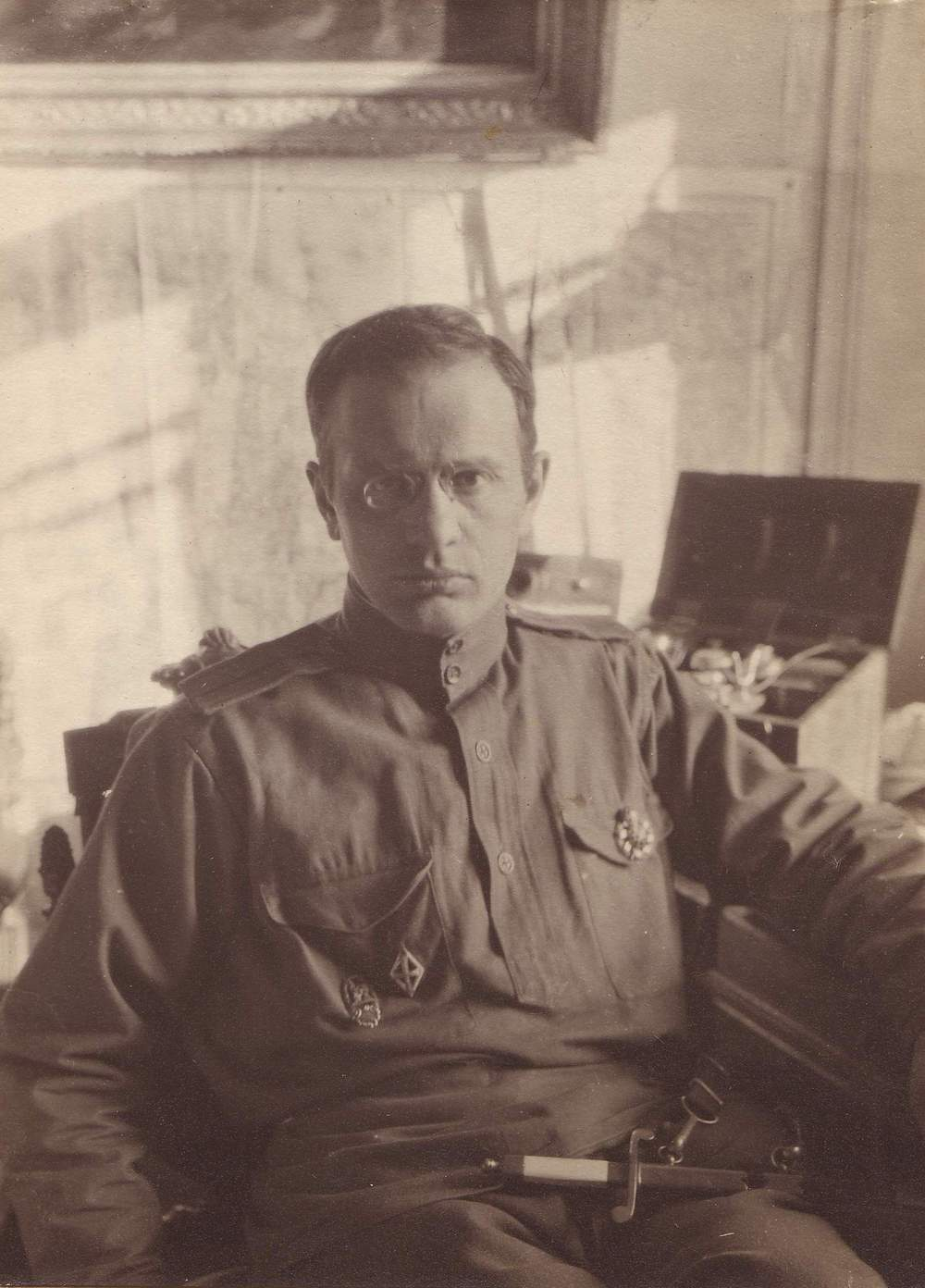
セミョーン・ナキムソン（英語版）
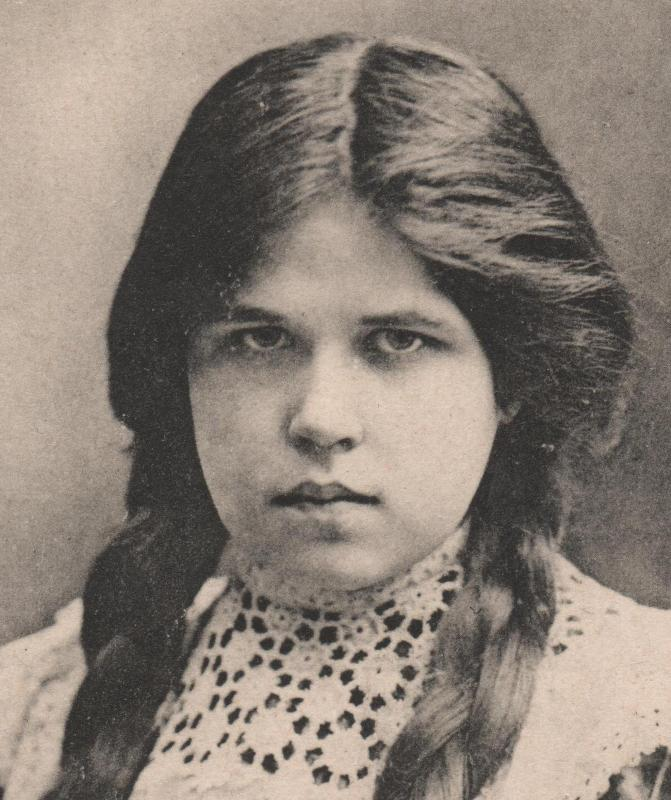
エヴストリヤ・ロゴジンニコワ（ロシア語版）
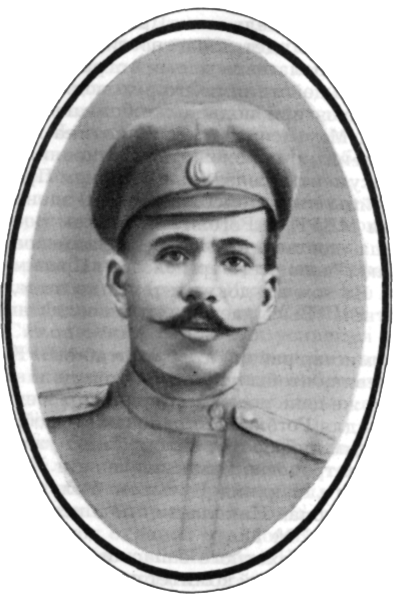
エフゲニー・サプノフ（ロシア語版）
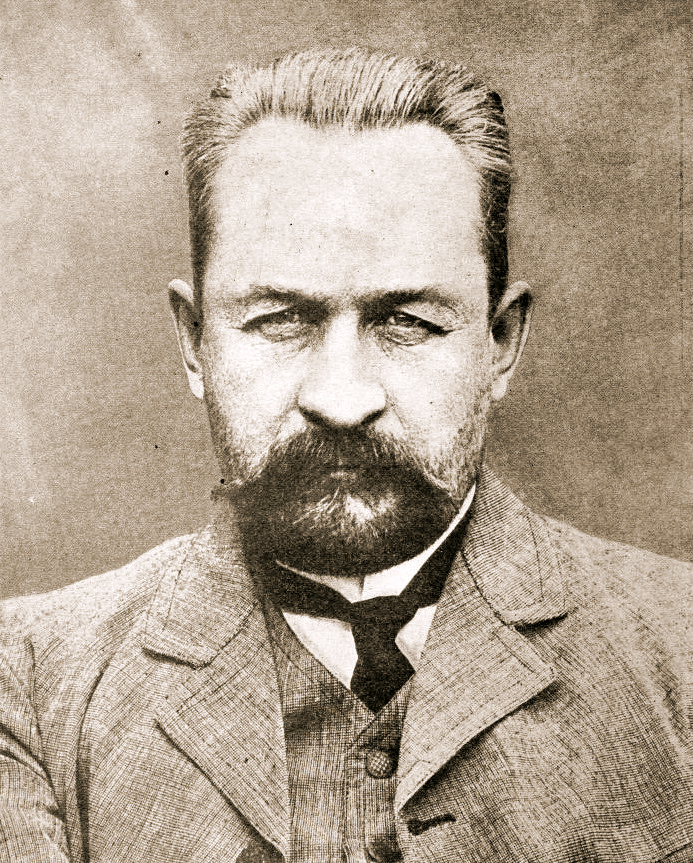
ゲオルギー・リヴォフ
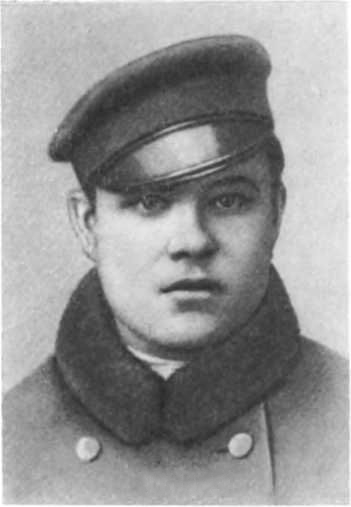
アレクサンドル・グラドコフ（ロシア語版）
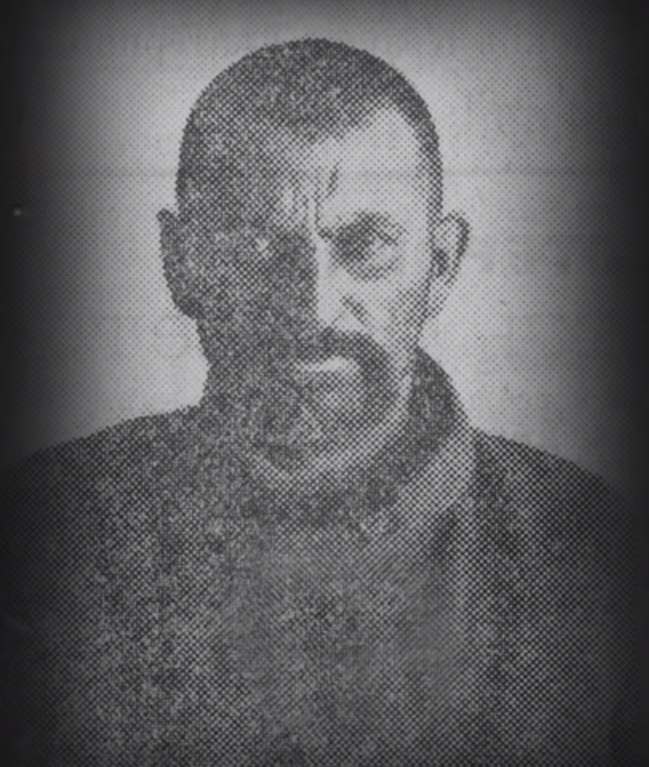
スルンベク・サゴプシンスキー（ロシア語版）
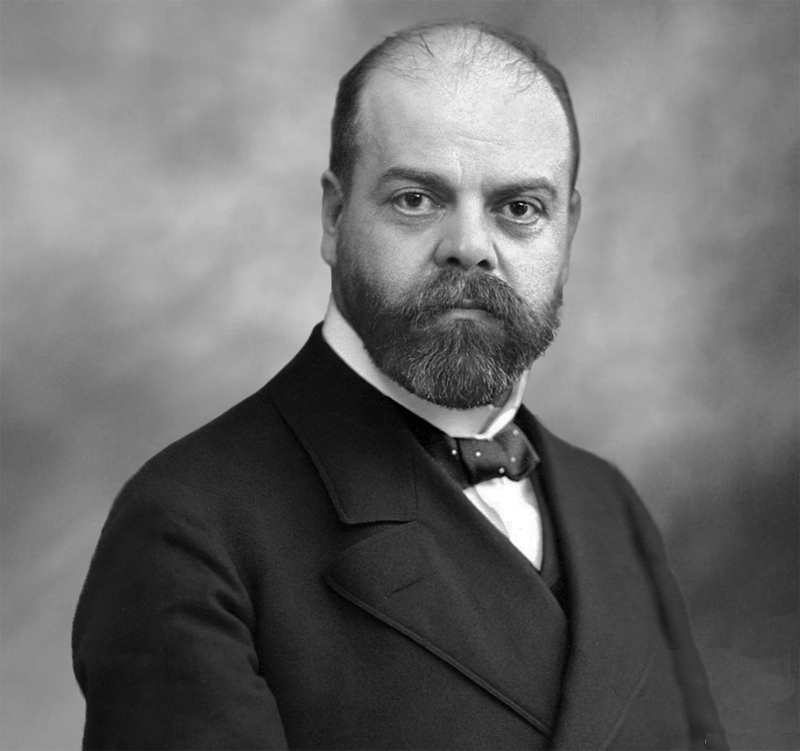
アレクサンドル・パルヴス
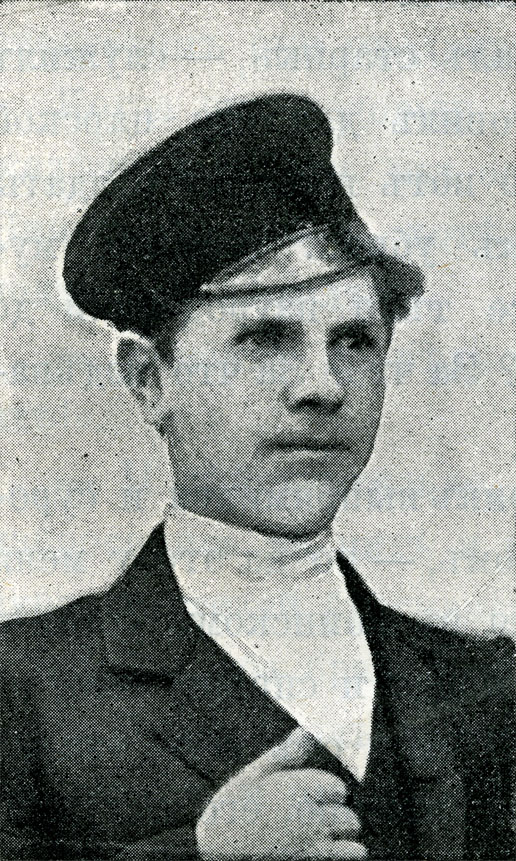
ヴァシーリー・モロストフ（ロシア語版）
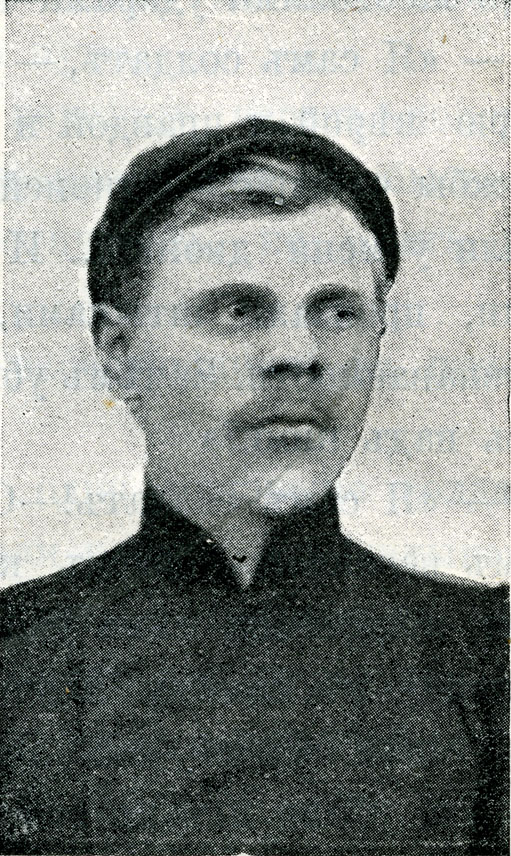
コズマ・モロストフ（ロシア語版）
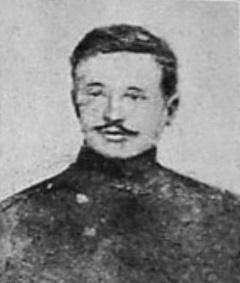
アルカディ・イェメリャノフ（フィンランド語版）
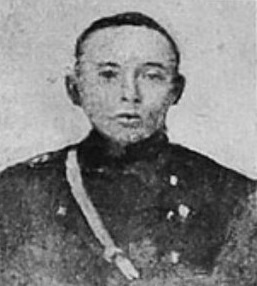
エフゲニー・コハンスキー（フィンランド語版）
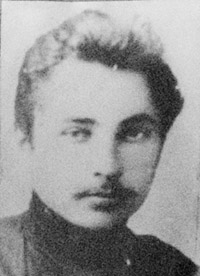
アレクサンドル・マレーエフ（ロシア語版）
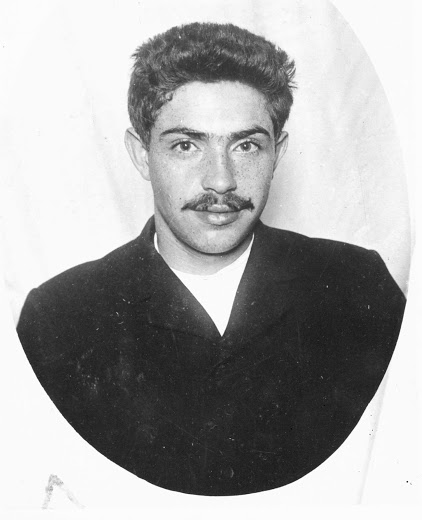
シメル＝レイバ・シコルスキー（ロシア語版）
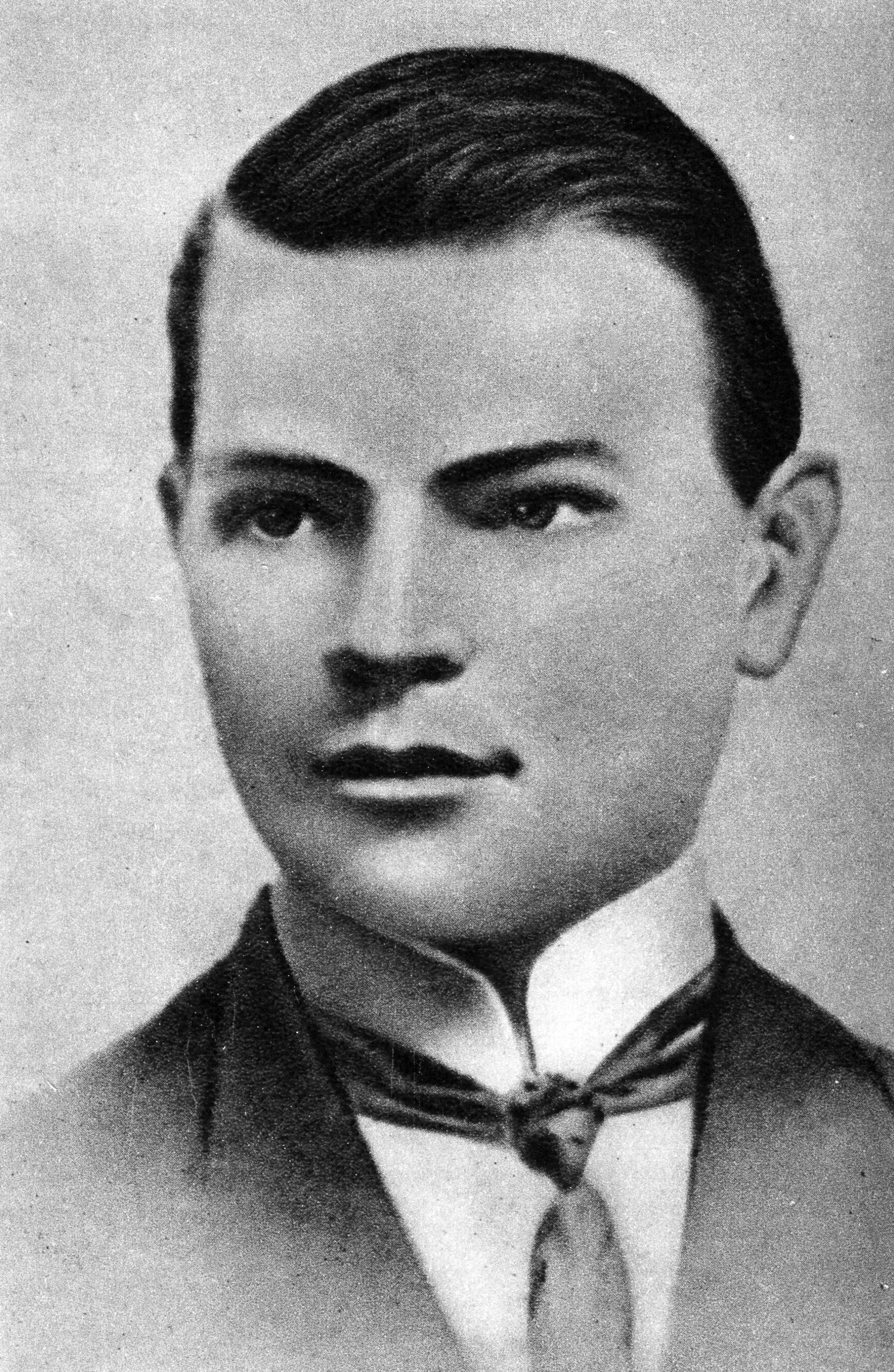
ヘンリー・バロン（ポーランド語版）
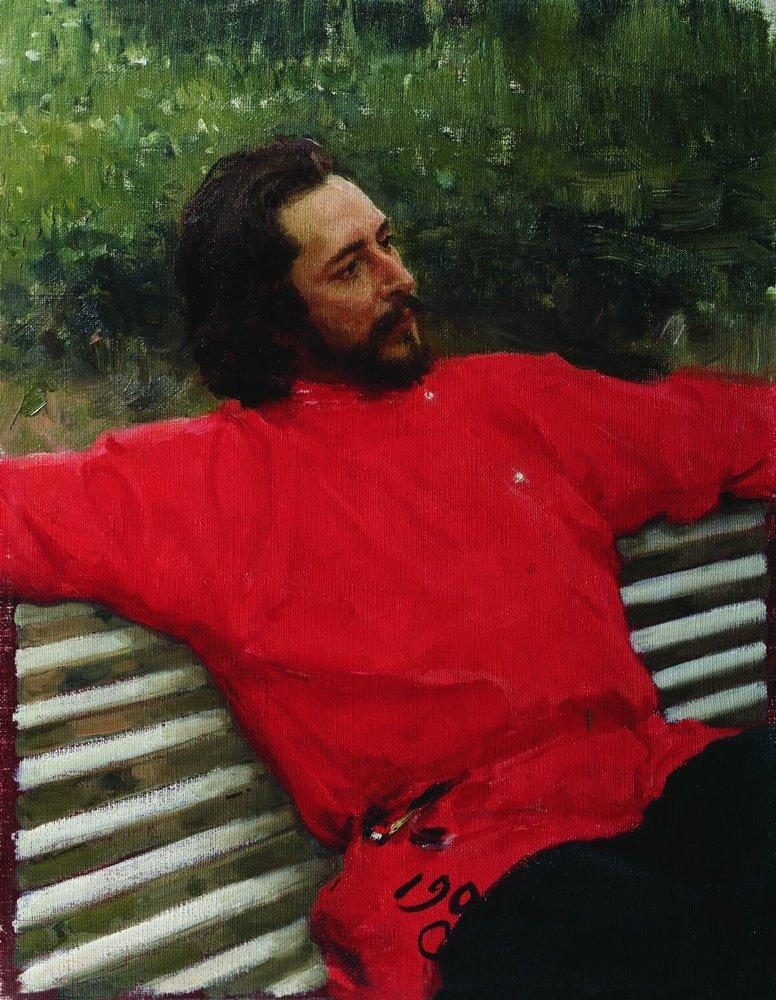
レオニード・アンドレーエフ
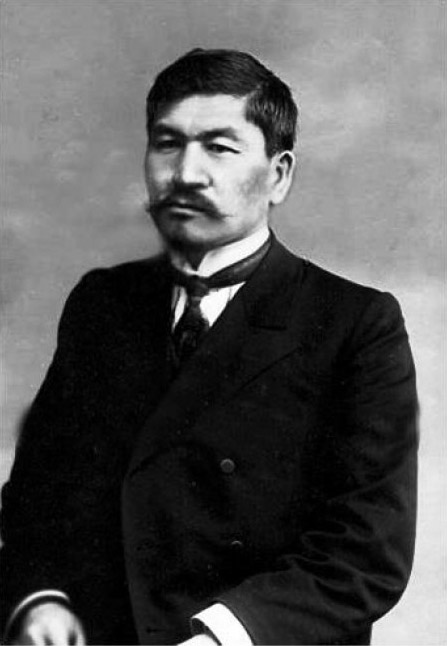
アリハン・ボケイハン（英語版）
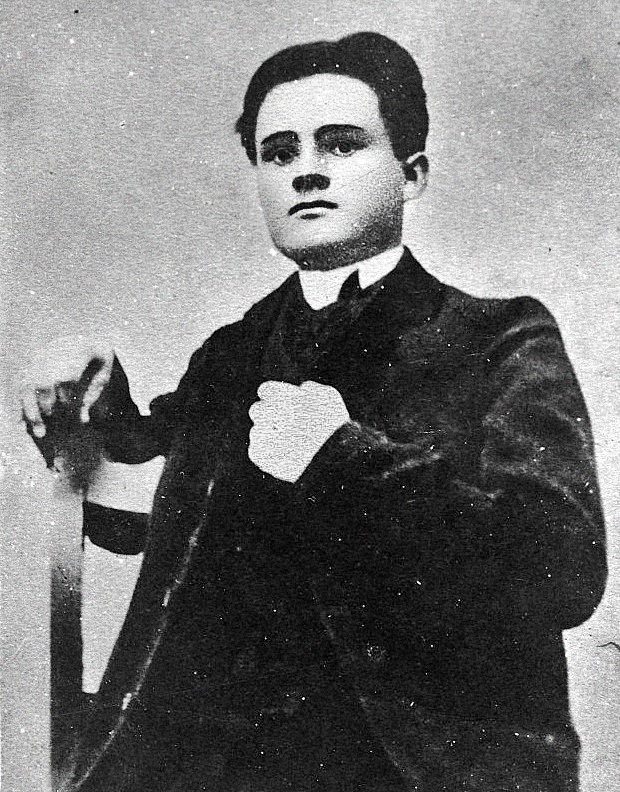
ステファン・アレクサンダー・オクゼヤ（英語版）
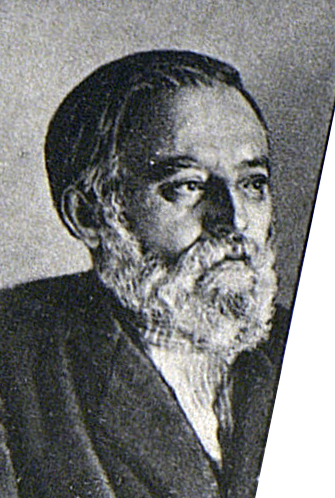
ミハ・ツハカヤ
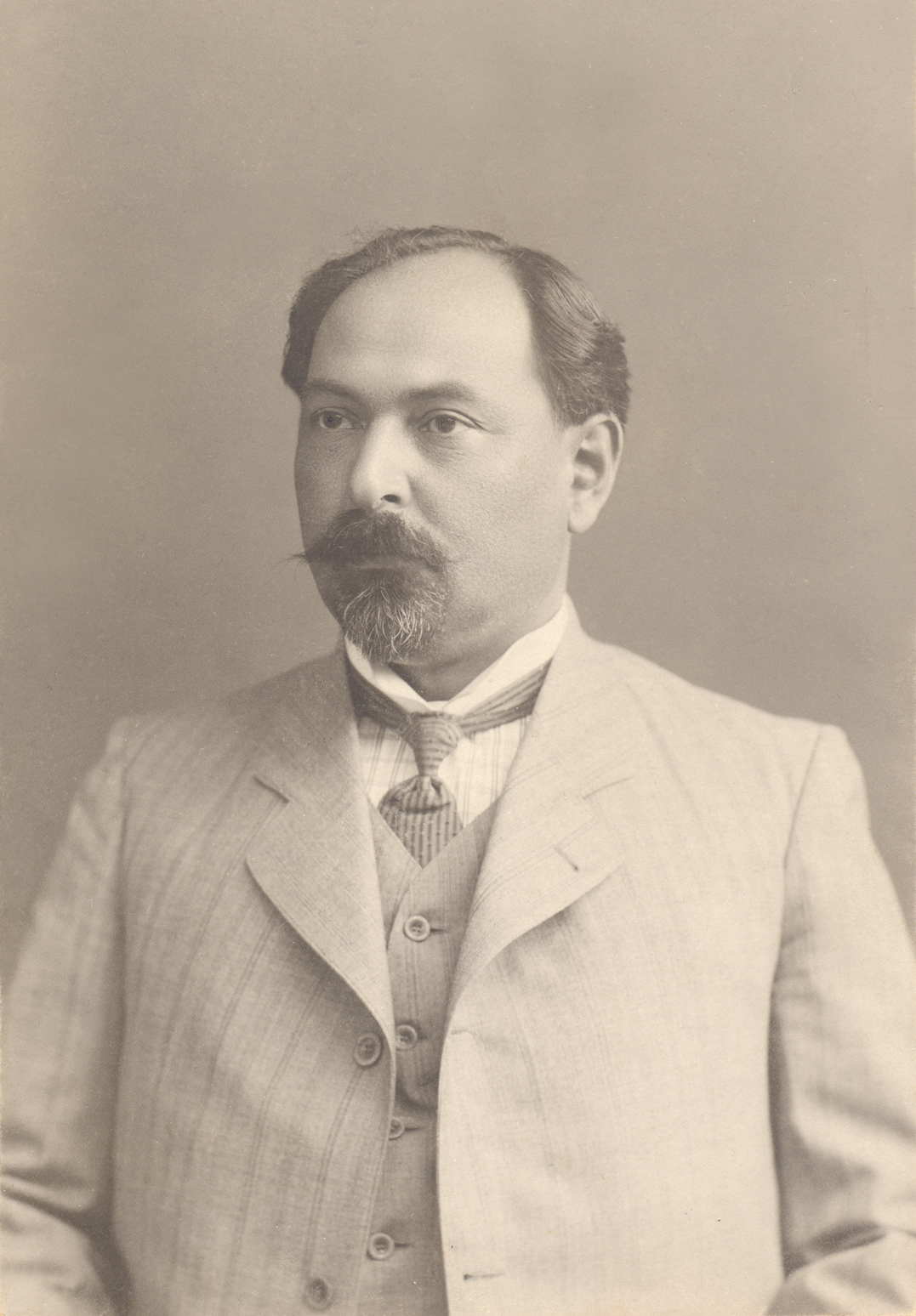
ナリマン・ナリマノフ
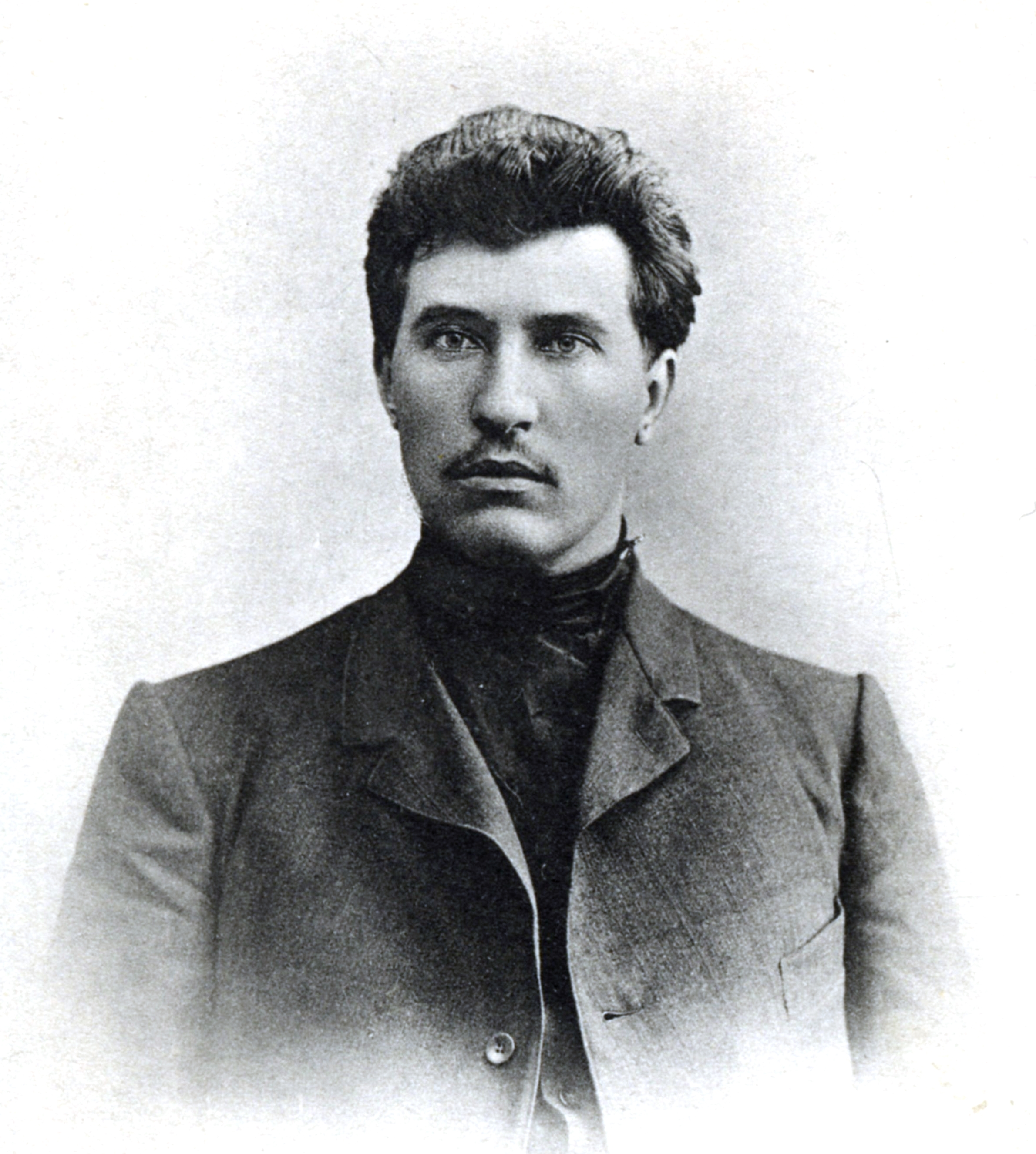
フェドット・オニプコ（ロシア語版）
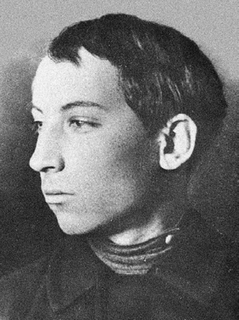
ニコライ・ペリンツェフ（ロシア語版）
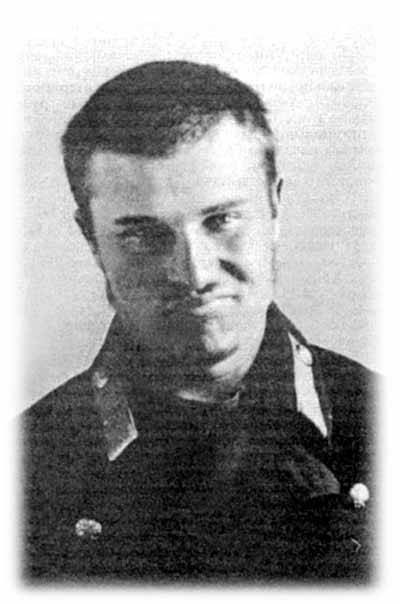
ウラジーミル・マズリン（ロシア語版）
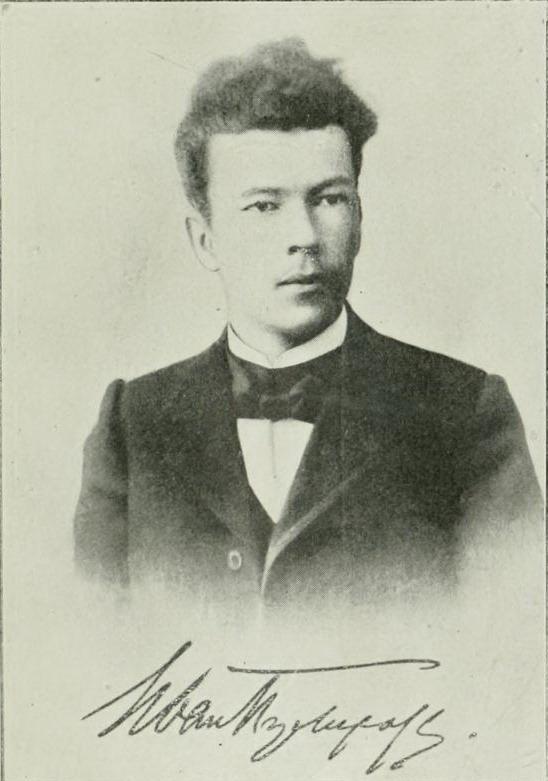
イワン・プリホフ（ロシア語版）
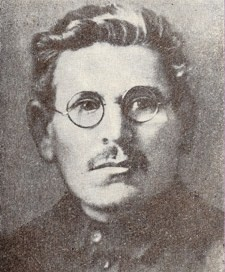
グリゴリー・スターリー（ポーランド語版）
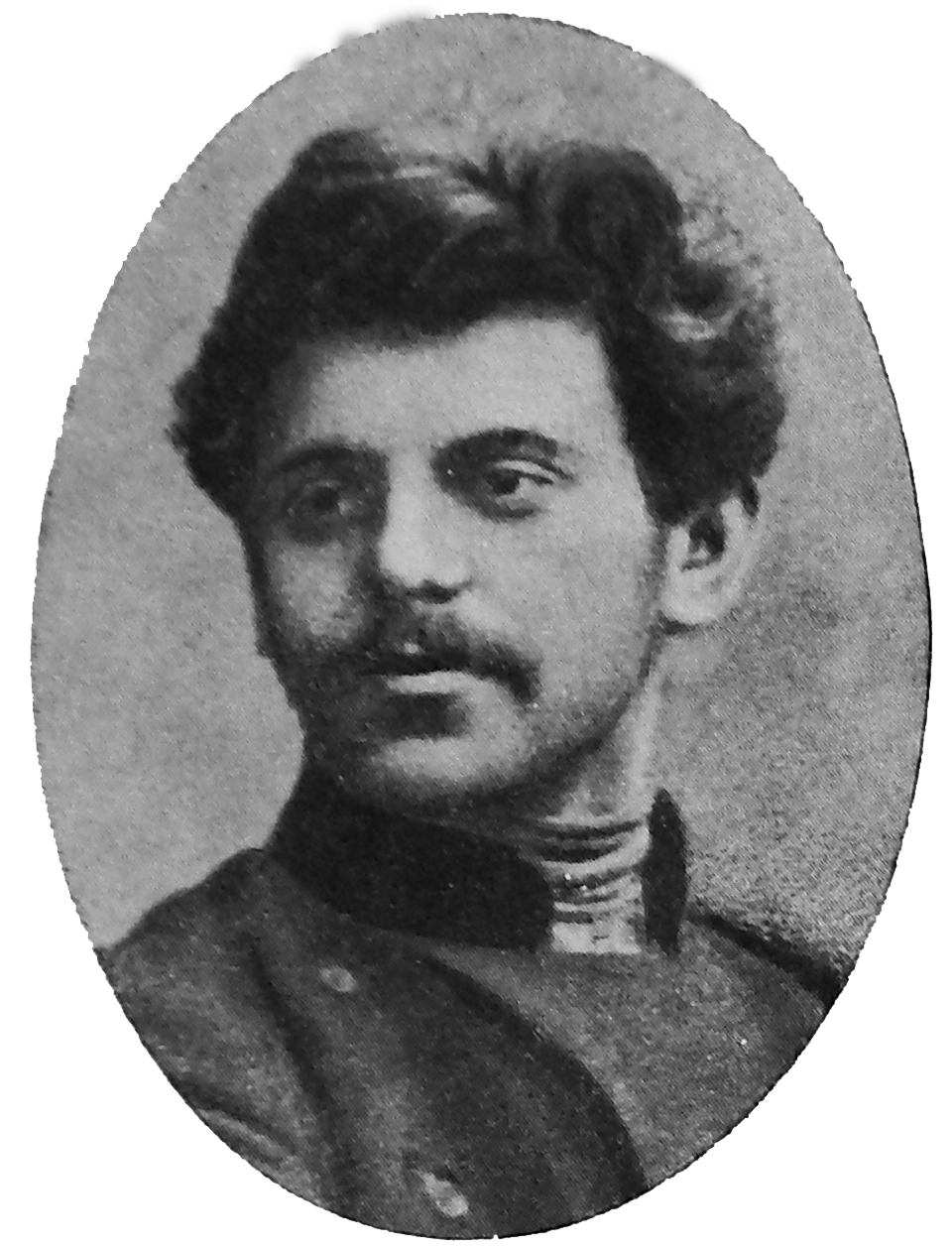
ヤーコフ・フィンケルスタイン（ロシア語版）
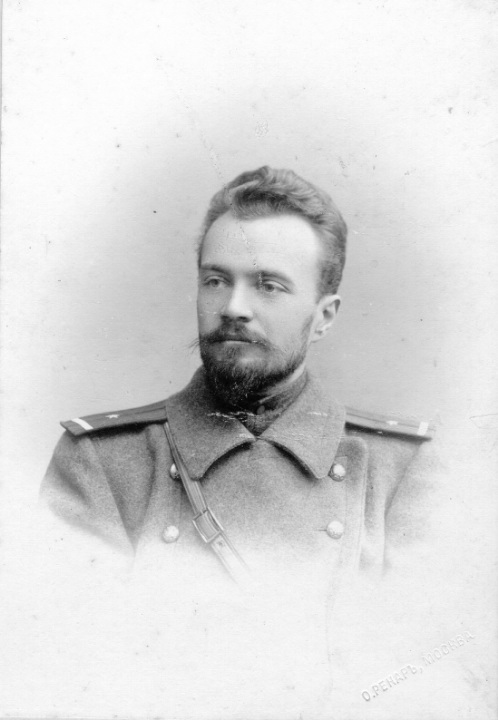
ニコライ・ゾロタレフ（ロシア語版）
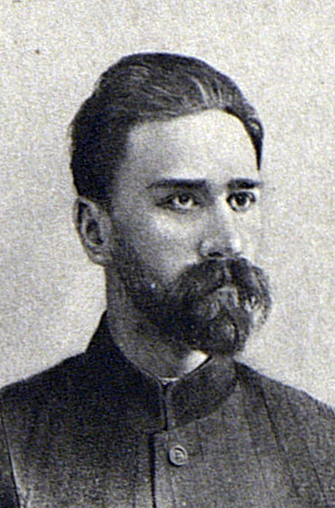
ジノヴィー・ドッセル
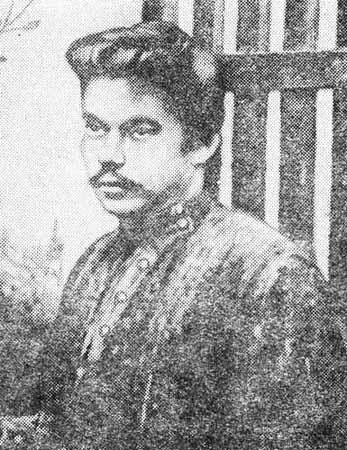
ニキフォル・ヴィロノフ（英語版）
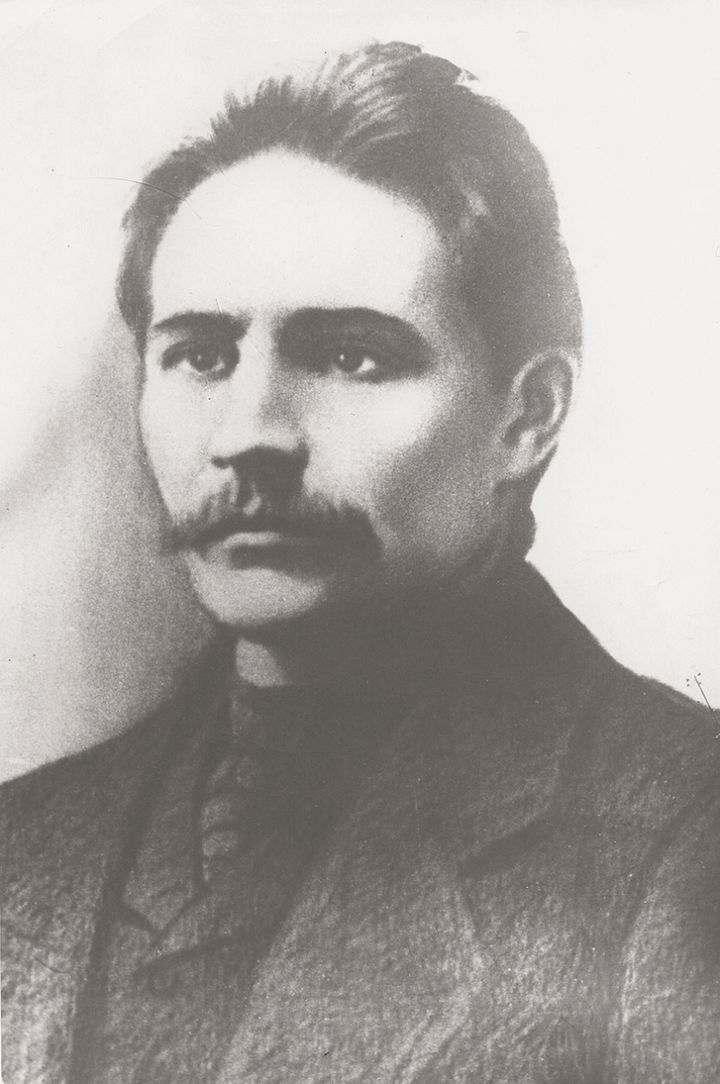
ヴァシーリー・レヴシン（ロシア語版）
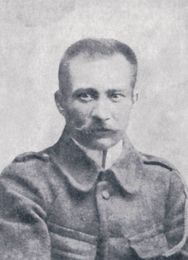
スタニスワフ・カズブスキ（ポーランド語版）
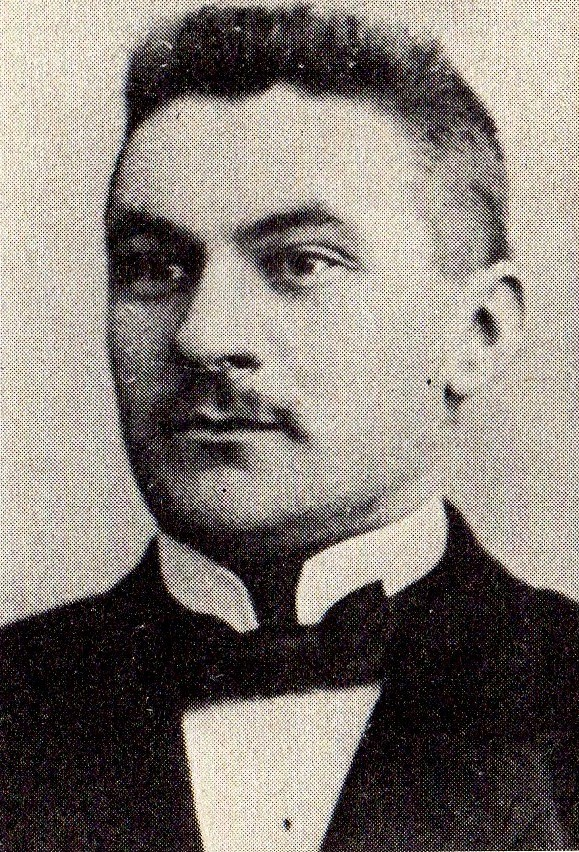
ヤン・シヴァ（英語版）
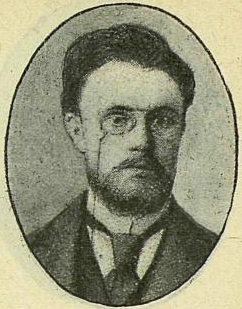
ヴァシーリー・ミトロフ（ロシア語版）
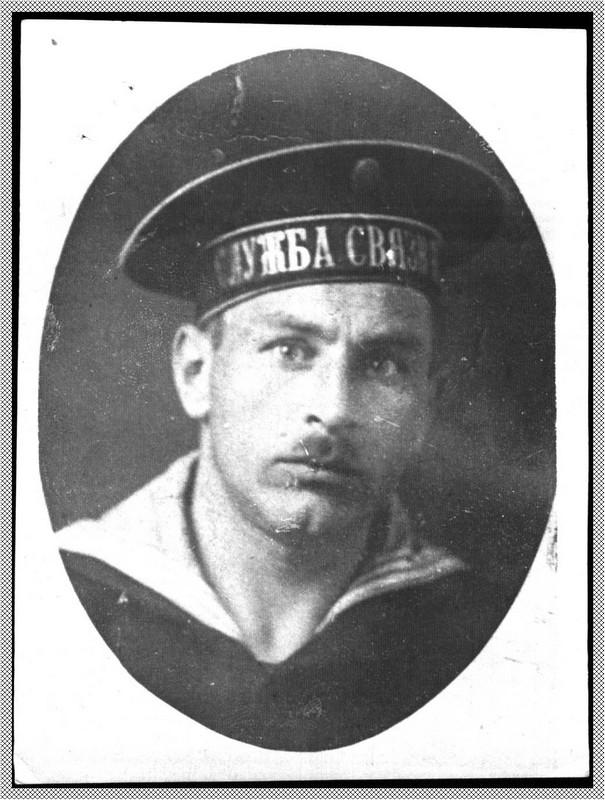
ウラジーミル・ポルヒン
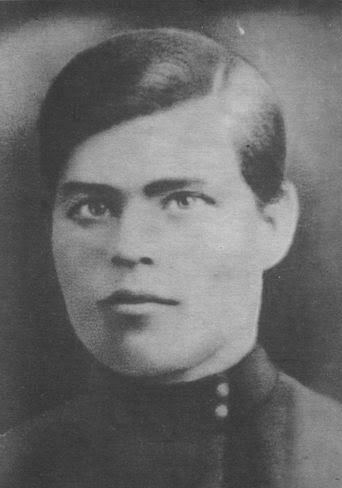
ネストル・マフノ
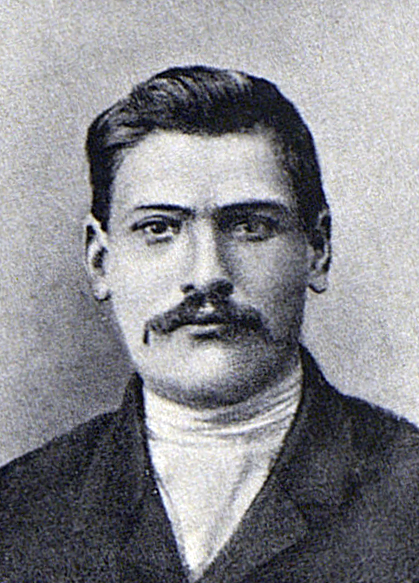
ニコライ・ジデーレフ（ロシア語版）
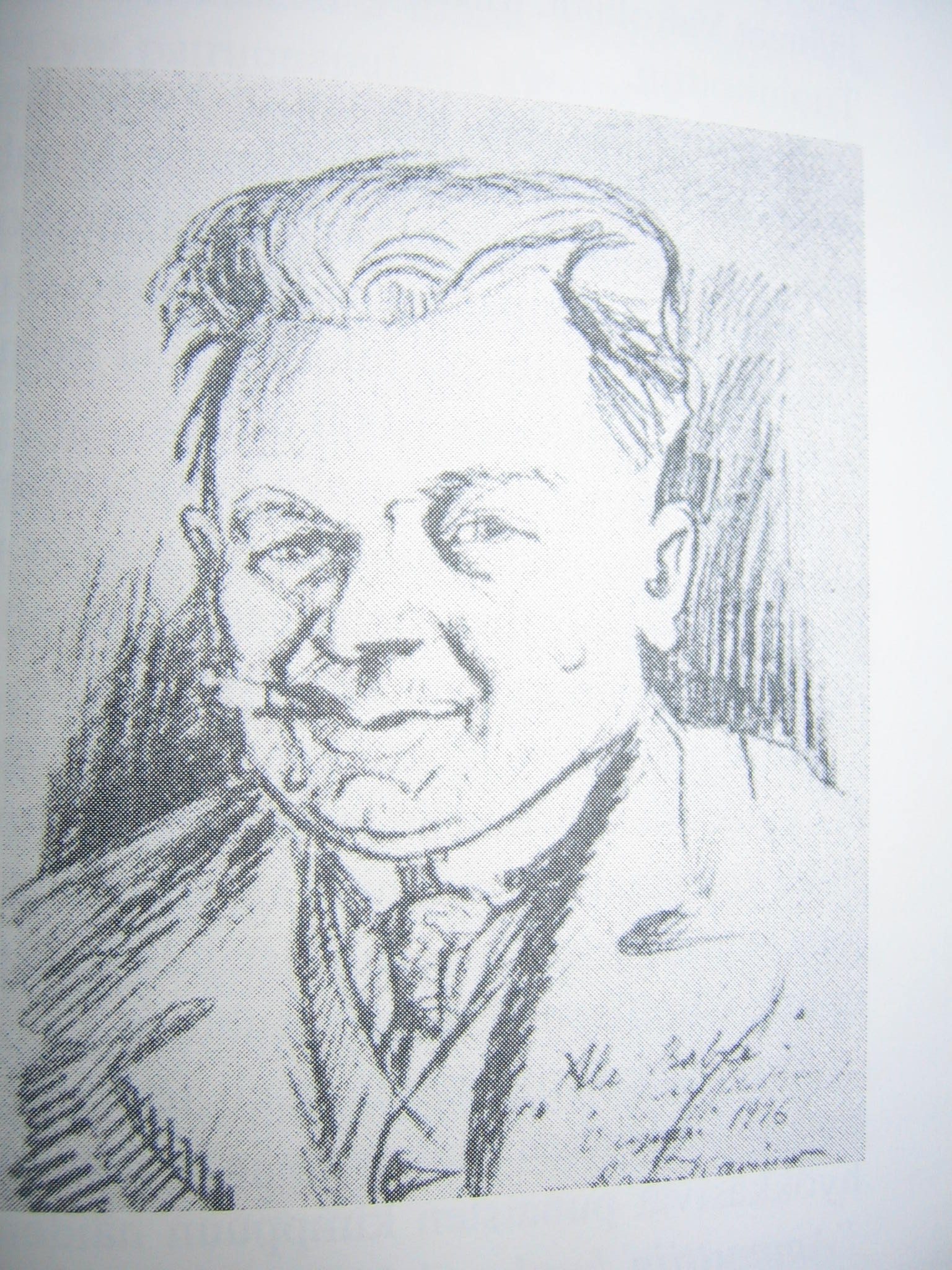
アリ・アールトネン
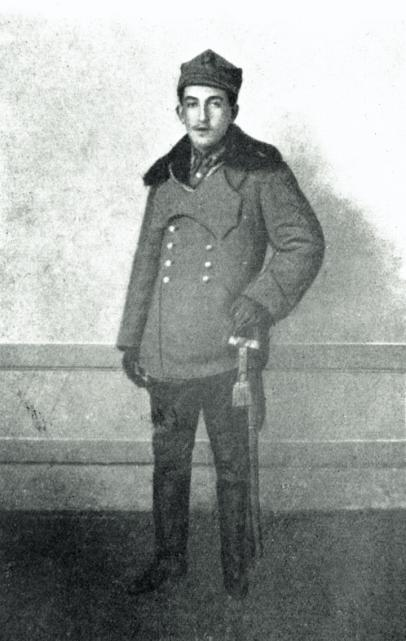
ブロニスワフ・マンスペル（ポーランド語版）
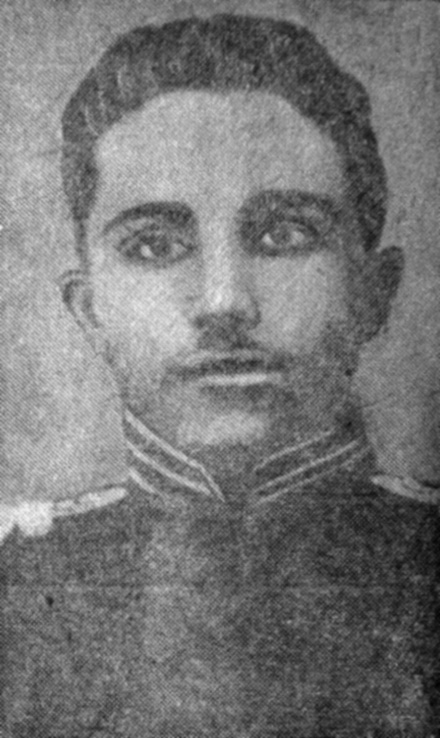
ボリス・ザダノフスキー（ロシア語版）
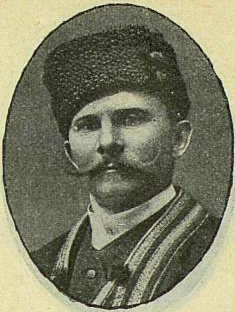
ピョートル・ジャック（ロシア語版）
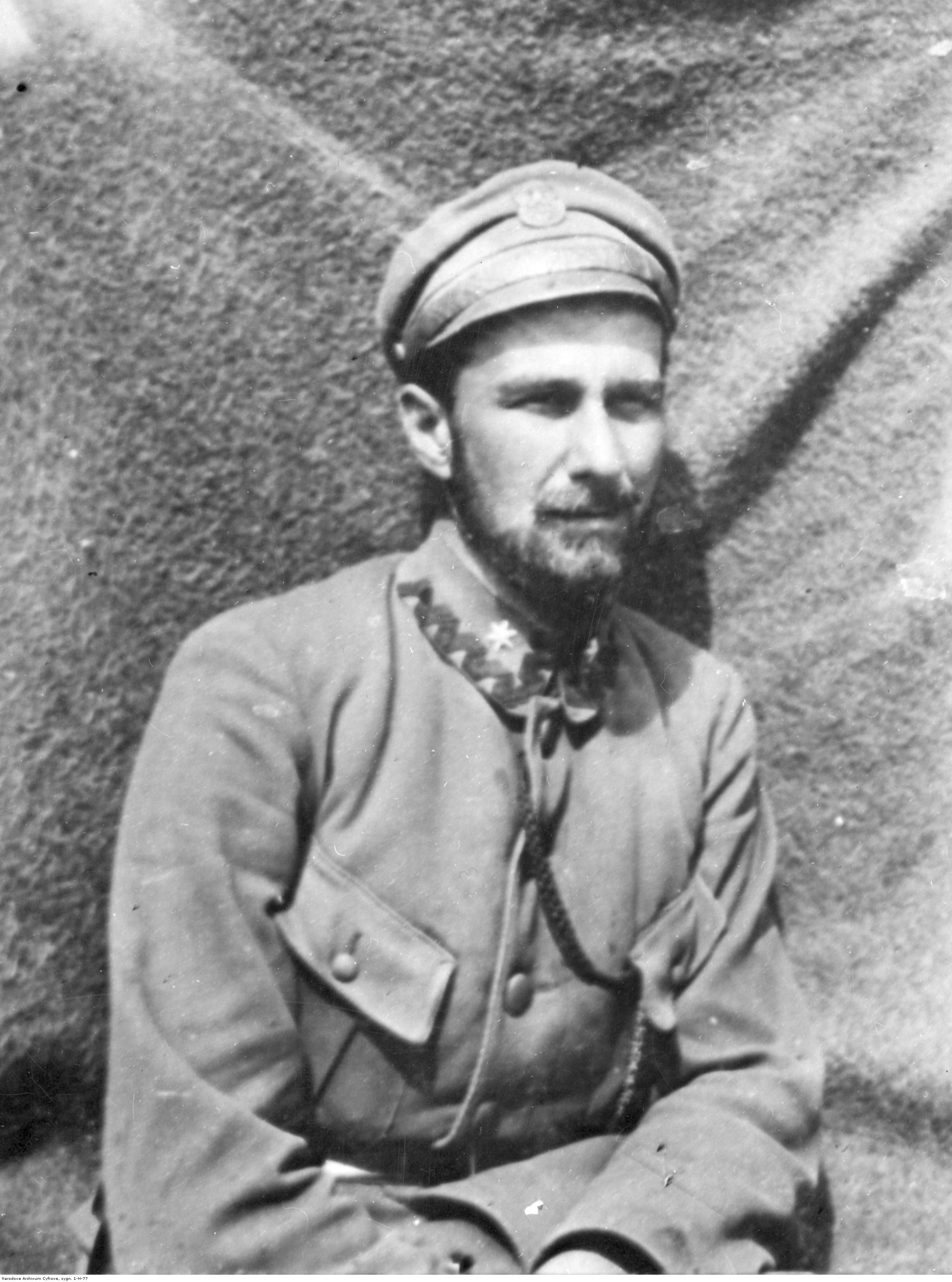
レオン・コック（ポーランド語版）
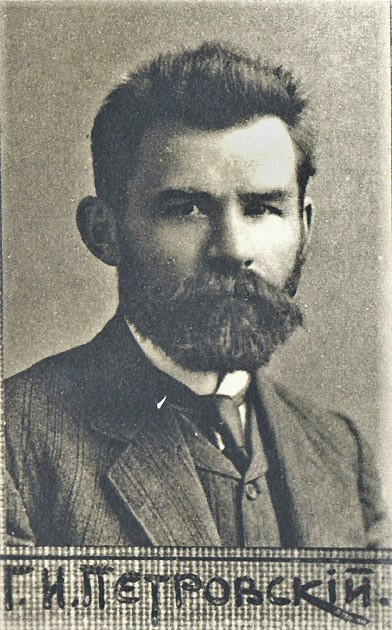
グリゴリー・ペトロフスキー
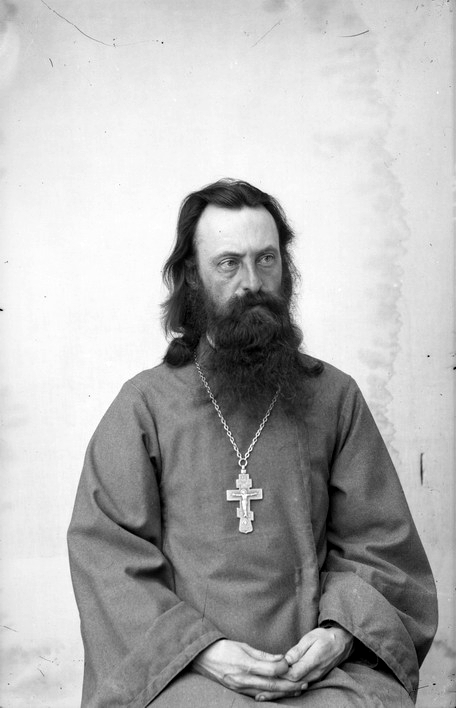
アレクサンドル・ブリリアントフ（ロシア語版）
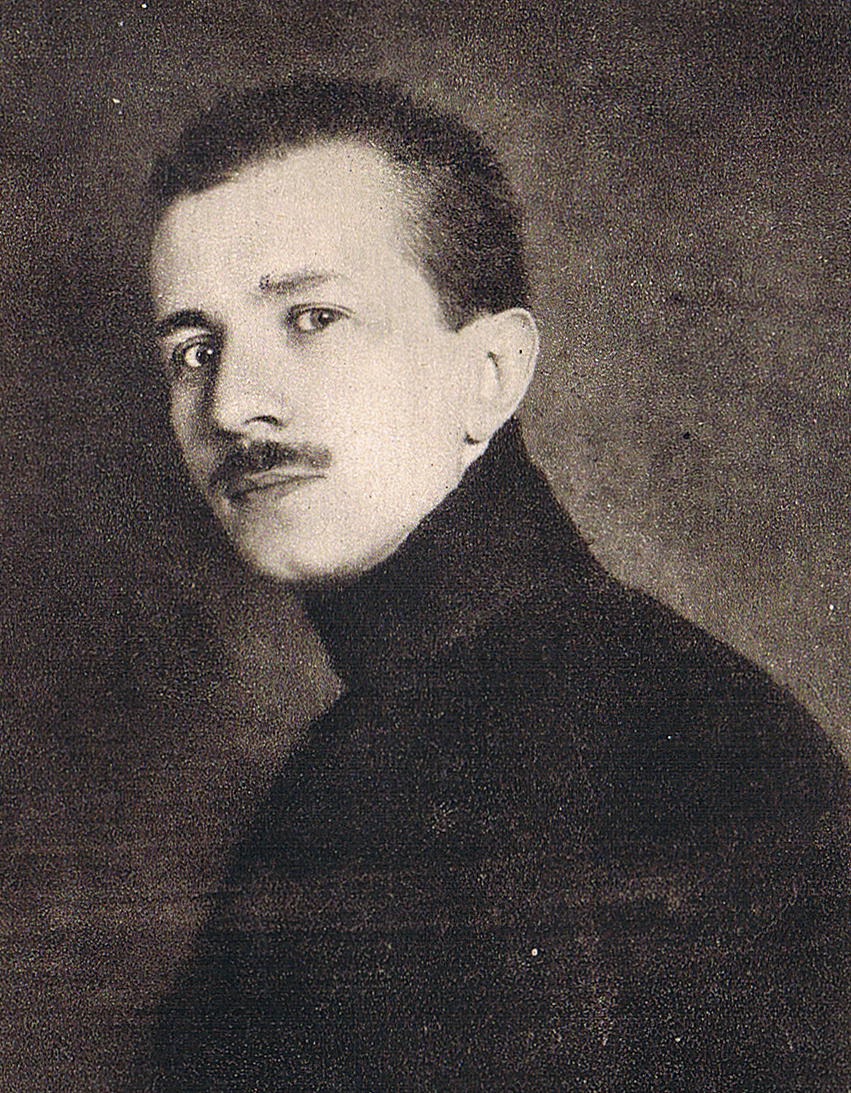
チュスワフ・シフィルスキー（ポーランド語版）
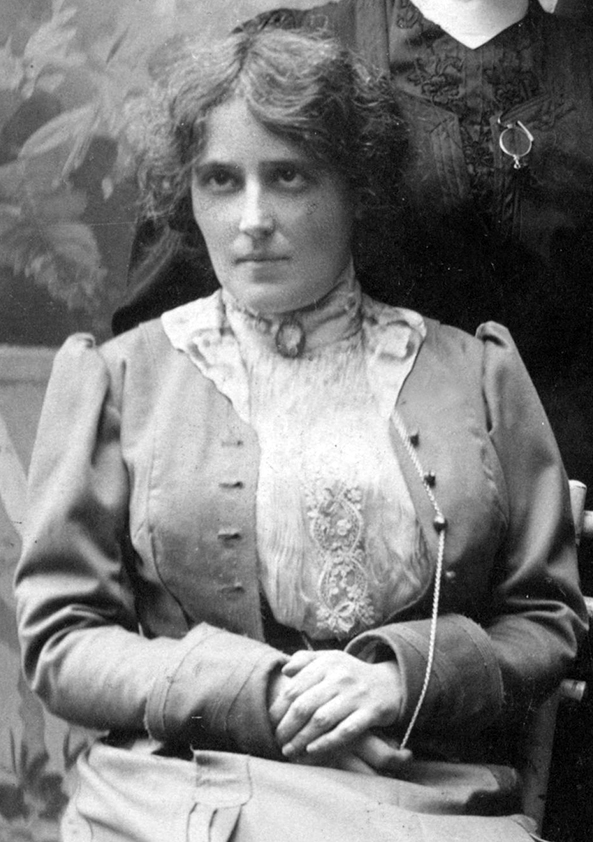
ファウスティナ・モルジツカ（ポーランド語版）
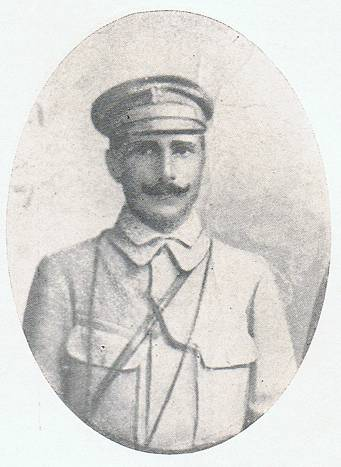
カジミェシュ・パヴェウ・ボヤルスキ（ポーランド語版）
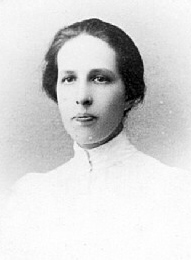
エカテリーナ・イズマイロビッチ（ロシア語版）
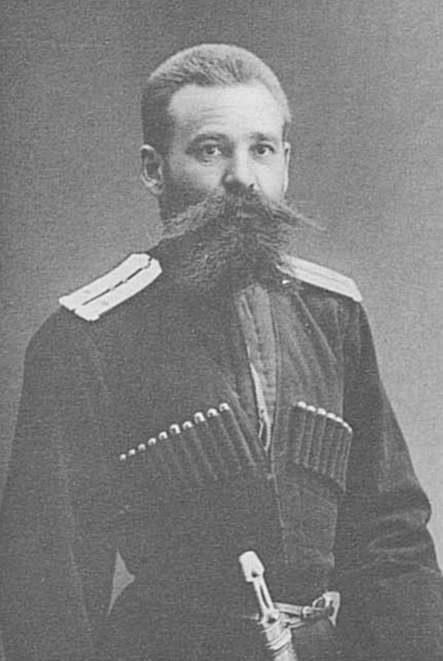
コンドラット・バルディ（ロシア語版）
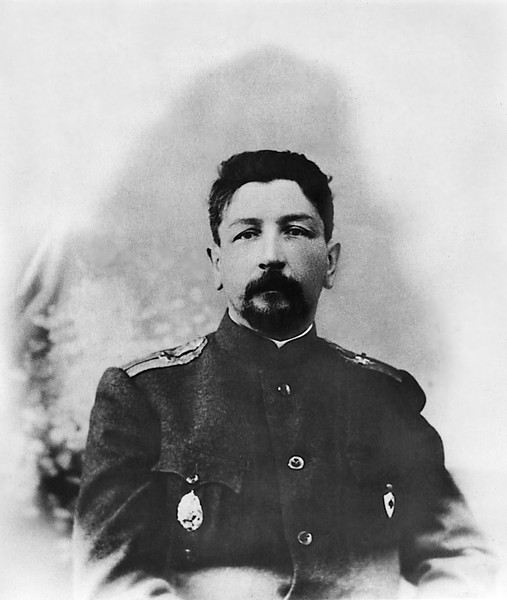
アレクセイ・バクーニン（ロシア語版）
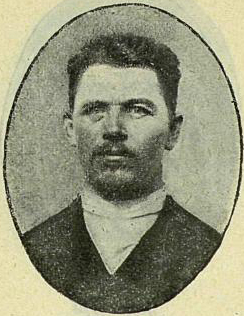
ヤーコフ・ヴォロジェキン（ロシア語版）
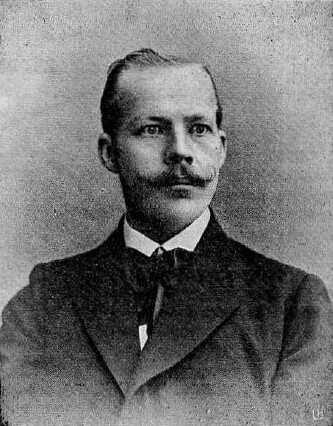
カルロ・ルオト（フィンランド語版）
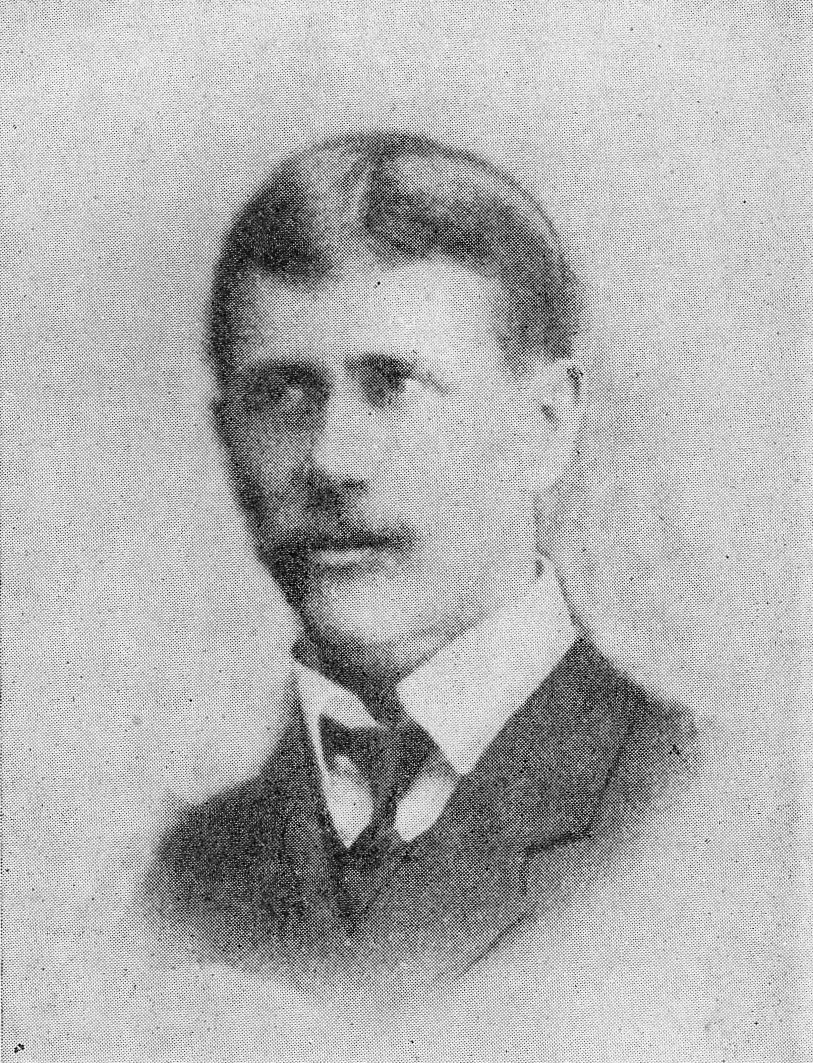
フランス・ミュリライネン（英語版）
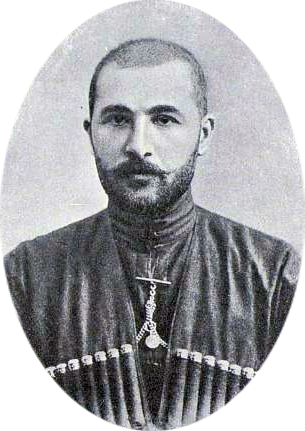
ザカリアベック・アジャルスキー（ロシア語版）
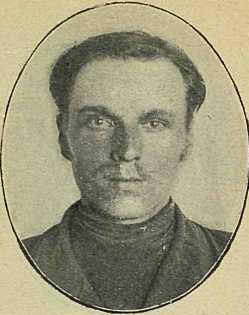
ドミトリー・ザイツェフ（ロシア語版）
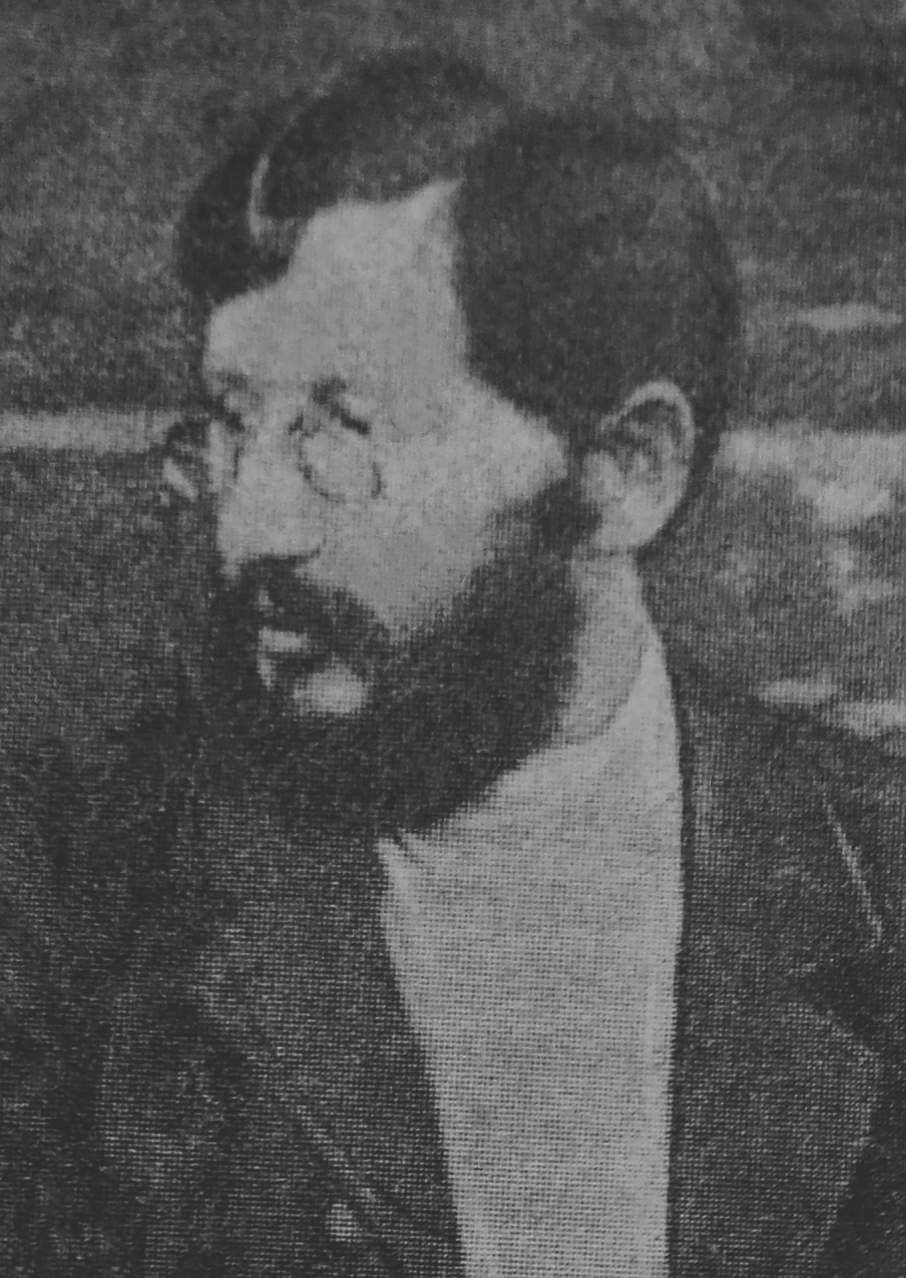
モイセイ・ウリツキー
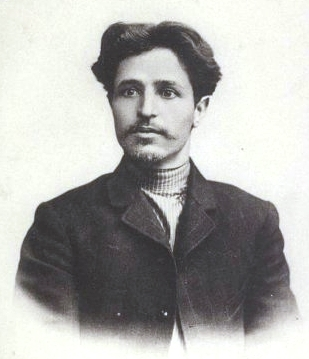
ザハリー・ヴィロヴォイ（ロシア語版）
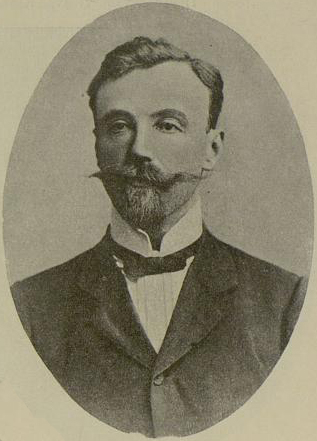
ウラジーミル・イシェルスキー（ロシア語版）